# Charles Maurras
Charles Maurras, né le 20 avril 1868 à Martigues (Bouches-du-Rhône) et mort le 16 novembre 1952 à Saint-Symphorien-lès-Tours (Indre-et-Loire), est un journaliste, essayiste, homme politique et poète français d'extrême droite.
Écrivain défenseur de la culture provençale appartenant au Félibrige et agnostique dans sa jeunesse, il se rapproche ensuite des milieux catholiques et antidreyfusards. Il dirige le journal L'Action française, fer de lance du mouvement homonyme, d’inspiration nationaliste, fédéraliste et contre-révolutionnaire qui devient un important mouvement intellectuel et politique d'extrême droite sous la Troisième République.
Il met en avant une doctrine basée sur le concept d'antisémitisme d'État et une xénophobie virulente, s'oppose à la démocratie et à la république, et prône un changement de régime en faveur d'une monarchie héréditaire fondée sur une vision réaliste des relations internationales.
Bien qu'anti-allemand, il soutient Pétain, le régime de Vichy et l'instauration d'une législation antisémite. Poursuivant la publication de L'Action française sous l'occupation allemande avec l'accord de Vichy puis de l'occupant, il réclame l'exécution de résistants. Arrêté à la Libération, il est condamné à la réclusion criminelle à perpétuité et à la dégradation nationale. Il est gracié pour raisons de santé en mars 1952.
Sa condamnation à la dégradation nationale entraîne automatiquement sa radiation de l’Institut de France ; il avait été élu à l'Académie française le 9 juin 1938.
Son parcours et sa pensée jouent un rôle essentiel au sein de la droite et de l'extrême droite en France. Il a influencé notamment la droite nationaliste.

## Biographie

### Enfance et adolescence (1868-1886)

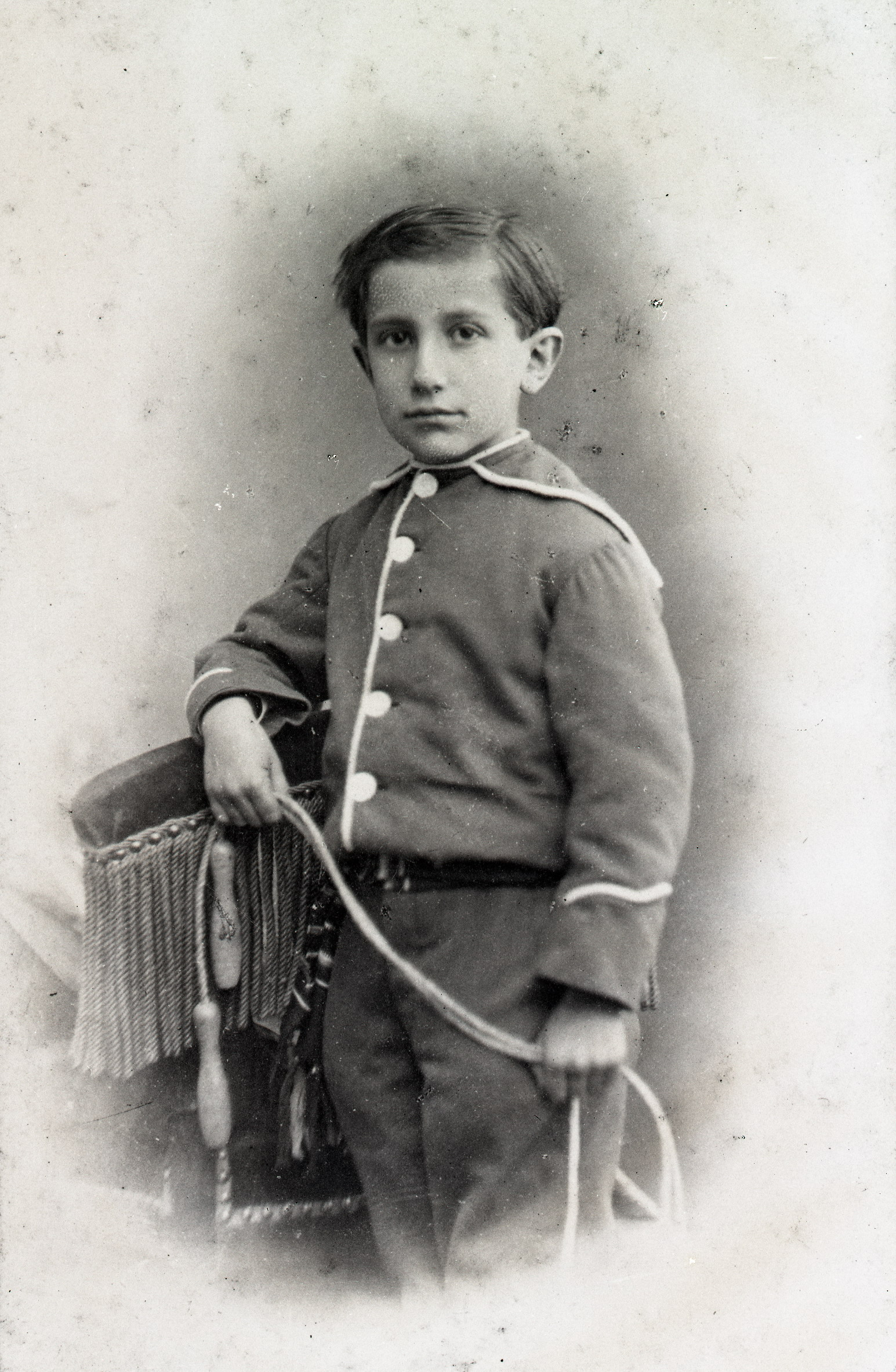
Charles Maurras en 1877.

En 1868, le 20 avril, naît à Martigues, au 13 quai Saint-Sébastien, Charles Marie Photius Maurras, en Provence. Il est le second fils de Jean Aristide Maurras (1811-1874), percepteur, ayant des convictions libérales, et de Marie-Pélagie Garnier (1836-1922), profondément catholique. Quelques mois avant la naissance de Charles, ils ont perdu leur premier fils, Romain, âgé de deux ans.
La famille Maurras s'est installée à Martigues au XVIIe siècle ; elle était originaire du pays gavot (Haut-Var), au sud de Gréoux, près de Saint-Julien-le-Montagnier. En 1873, Charles est mis à l'école communale . Le 3 janvier 1874, il devient orphelin de père. À six ans, Charles part vivre avec sa mère et son petit frère à Aix-en-Provence.
À quatorze ans, la surdité dont il est soudainement atteint, dégrade aussi ses capacités vocales. Désespéré, le jeune Charles voit s'effondrer tous ses projets, dont celui d'entrer à l'École navale comme le père de sa mère. L'abbé Jean-Baptiste Penon donne des cours particuliers au jeune Charles, ce qui lui permet de revenir parfois au collège.
Il s'intéresse à Hippolyte Taine et Ernest Renan. En 1885, Charles Maurras obtient son Baccalauréat. L’abbé Penon incite Charles Maurras à aller à Paris car il souhaite l’introduire dans les revues qu’il connaît, ce qui amène la famille Maurras à quitter Martigues et à s'installer à Paris le 2 décembre 1885.
Maurras est profondément influencé par les idées monarchistes et catholiques durant son enfance: "À cet égard, les biographes du théoricien du « nationalisme intégral » ont souvent tendance à occulter cette appartenance originelle à la culture du « Midi blanc », transmise par sa mère adorée, et à donner crédit au postulat, si important aux yeux de l’intéressé, de son adhésion de « raison » à la politique royaliste".

### Écrivain et critique littéraire (1886-1898)

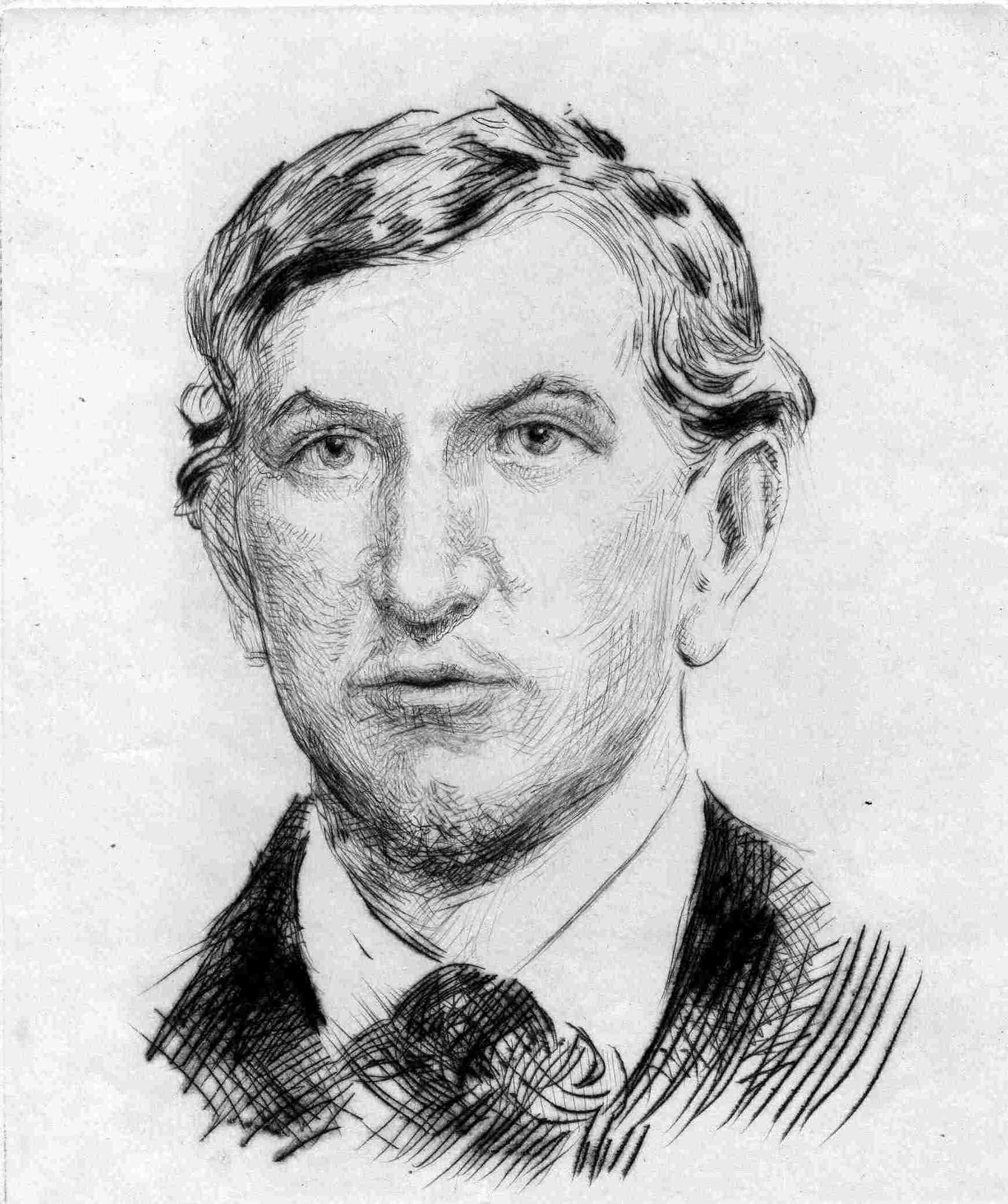
Charles Maurras, vers 1888.

Charles s’inscrit en histoire à la faculté des lettres de Paris, rencontre l’historien orléaniste Paul Thureau-Dangin. Il se montre un bourreau de travail : lectures innombrables à la bibliothèque Sainte-Geneviève et à la Sorbonne.
Maurras écrit dans La Réforme sociale, revue conduite par le sociologue Frédéric Le Play, qui développe une analyse de la société moderne critiquant l’individualisme et prônant des idées corporatistes. Il écrit également pendant cinq ans dans les Annales de philosophie chrétienne.
La tournure de sa pensée est encouragée par l’atmosphère intellectuelle du temps qui oscille entre le déterminisme kantien et le pessimisme de Schopenhauer. Il dit être troublé par la philosophie kantienne de la connaissance tout en admirant saint Thomas. Mais son agnosticisme se renforce. Il est alors fortement influencé par la méthode positiviste.
En 1886, Maurras découvre Frédéric Mistral. Il rêve de constituer une anthologie de poésie et de prose provençales et commence un travail de documentation dans ce but. Le 23 décembre 1887, il entre au quotidien catholique L'Observateur français dont il deviendra secrétaire de rédaction en 1888. Très vite, le jeune homme rencontre des félibres comme Paul Arène et Albert Tournier,
En 1888, il obtient le prix[Lequel ?] du Félibrige pour un éloge du poète provençal Théodore Aubanel,. Il devient membre de cette académie qui s’est fixé comme objectif la restauration de la langue et de la culture d’oc. Durant l’été de la même année, il fait la connaissance de son compatriote Frédéric Mistral, puis, en décembre, du Lorrain Maurice Barrès. Il est rédacteur de la Revue félibréenne et de Lou Viro-Soulèu.
En 1889, il rencontre Frédéric Amouretti lors de la félibrée de Sceaux, et devient le secrétaire de la Société des félibres de Paris. En 1890, il rencontre Jean Moréas et devient le théoricien de l'École romane. Il se lie d'amitié à Anatole France. Il travaille avec ses amis à faire connaître les poètes provençaux au public parisien La Plume. Jusqu'en 1898, c'est dans la Revue encyclopédique que Maurras livre la plupart de ses articles littéraires,. Il chronique ainsi les œuvres de Paul Bourget, Gabriele D'Annunzio, Tristan Bernard, Marcel Schwob, Jean Moréas, Pierre Louÿs, Marcel Proust.
Grand lecteur de Dante, il encourage Louise Espinasse-Mongenet à se lancer dans la traduction de ses œuvres. En 1912, Il préface sa traduction de L'enfer, préface qui sera publiée sous le titre Notes sur Dante en 1913.

#### Vers le monarchisme
S'il est encore hostile à la Révolution à cette époque, il est républicain et concède que la République est « le meilleur gouvernement pour la France. » Il lit de manière intense Auguste Comte, le fondateur du positivisme.
Cependant, il est fondamentalement attaché à la décentralisation. En août 1889, se rendant aux archives de Martigues pour une analyse des documents remontant à cent ans en arrière, il découvre les systèmes coutumiers et empiriques, des mécanismes de protection sociale et de solidarité, servant de relais et de protection entre l'individu et l'État central. Pour Maurras, avec la centralisation, la République n'a pas fait des Français des citoyens mais des administrés.
Il développe à l'opposé de l'image de l'historiographie révolutionnaire d'un roi au pouvoir illimité, une image paternelle nourrie de bienveillance et de savoir-faire au sommet d'un État fort mais limité

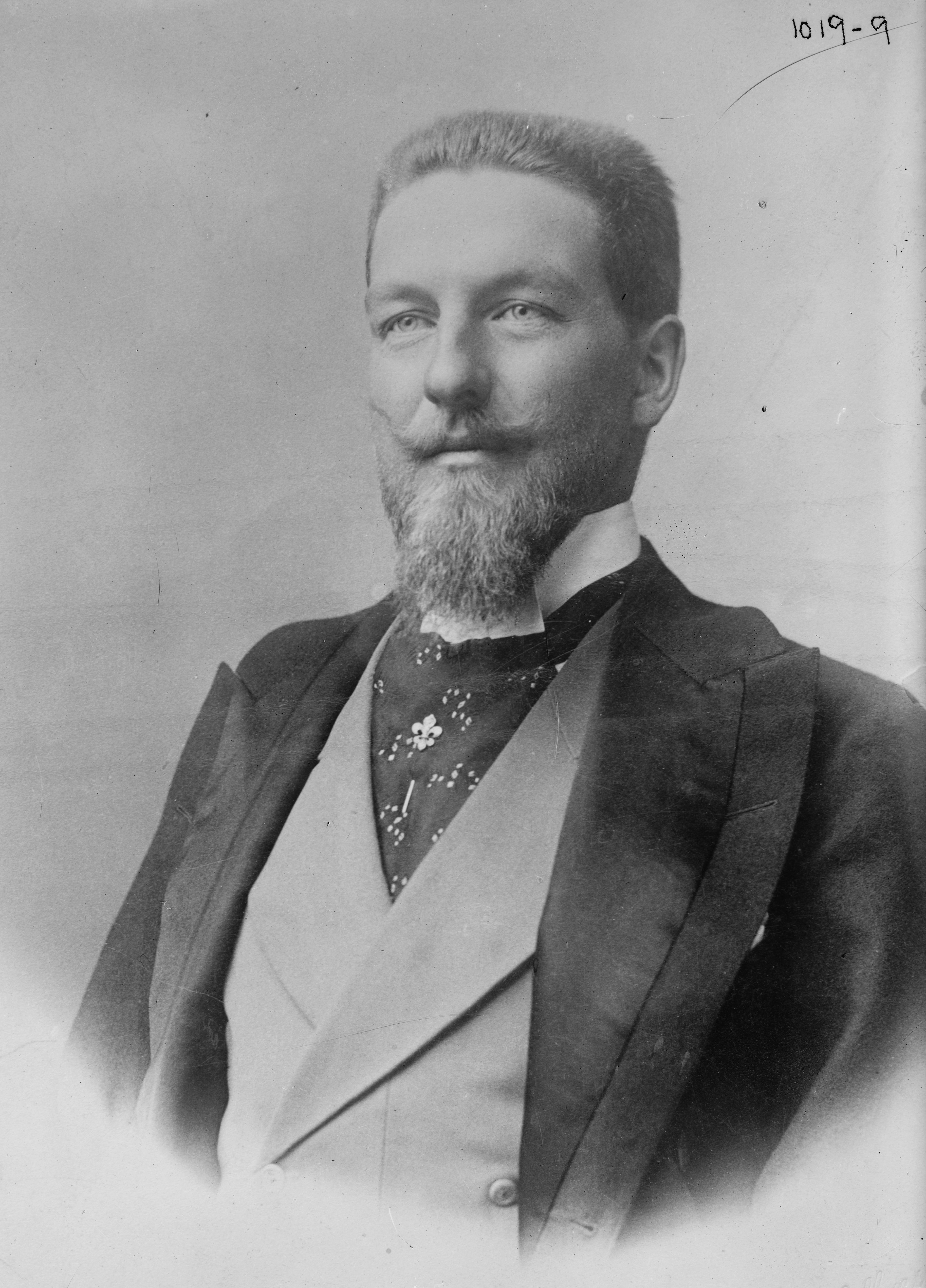
Philippe, comte de Paris

En 1894, il se rapproche du nationalisme en collaborant au journal La Cocarde de Maurice Barrès.
En 1895, Maurras amorce sa conversion au principe monarchique. Jusque-là il était resté conservateur. L'échec de la décentralisation dans le cadre républicain, l'inefficacité du régime parlementaire, l'admiration qu'il porte pour le système britannique, la lecture de Démosthène et du rôle de la démocratie dans l'effondrement de la Grèce, constituent autant de facteurs qui l'inclinent au royalisme en 1895. Se basant sur les exemples allemands et anglais, il en revient convaincu que le régime monarchique rend plus fortes les nations qui l'adoptent.
Du 8 avril au 3 mai 1896, La Gazette de France le charge de couvrir comme reporter les premiers jeux Olympiques modernes, à Athènes. Cette expérience joue un rôle central dans son intérêt pour la culture gréco-romaine et pour le classicisme. Ce séjour inspire son idéal littéraire et son désir de recréer une société fondée sur un "ordre" inspirée par l'Antiquité.
Laurent Joly explique ainsi : "Le système doctrinal que l’écrivain édifie au tournant du XXe siècle procède ainsi de cette quête angoissée de perfection et de pureté, du beau et de l’éternel, qui a hanté son adolescence et ses jeunes années. « La vie sans au-delà, sans immortalité est quelque chose d’effroyablement laid, d’injuste et d’immoral et nous avons le droit et le devoir de nous y soustraire. […] Sans elle, je n’ai plus de raison d’être », écrivait Maurras à son confesseur la veille de son dix-huitième anniversaire.".

### Naissance de l'Action française (1898-1914)
Le début du XXe siècle est marqué par une transformation du paysage politique. Comme le remarque l'historien Laurent Joly : "De fait, l’affaire Dreyfus accélère une évolution engagée depuis plusieurs années. D’un côté, une droite conservatrice acceptant la République, et « combin[ant] l’idée religieuse avec l’idée nationale », prend le pas sur la droite traditionnelle. Depuis l’élection miraculeuse de 1871 (environ 400 orléanistes et légitimistes dominent alors l’Assemblée), les royalistes perdent toujours plus de terrain. (Mais) après vingt ans de République, l’ensemble des forces de droite attachées, historiquement, aux trois systèmes monarchiques du XIXe siècle (l’empire bonapartiste, la royauté traditionnelle, la monarchie orléaniste) se sont effondrées. Une nouvelle droite conservatrice mais républicaine (apparaît).".
Joly ajoute "Ainsi, la République ne se confond plus entièrement avec la gauche, ni la droite avec le cléricalisme et les trois régimes monarchiques du XIXe siècle. C’est le changement fondamental révélé par l’affaire Dreyfus. Au terme d’un siècle de luttes et de guerres civiles, la République et le principe démocratique sont désormais enracinés."
Or, "Seule l’Action française tente alors le pari de pérenniser l’agitation antidreyfusarde dans une perspective antirépublicaine" selon Laurent Joly.

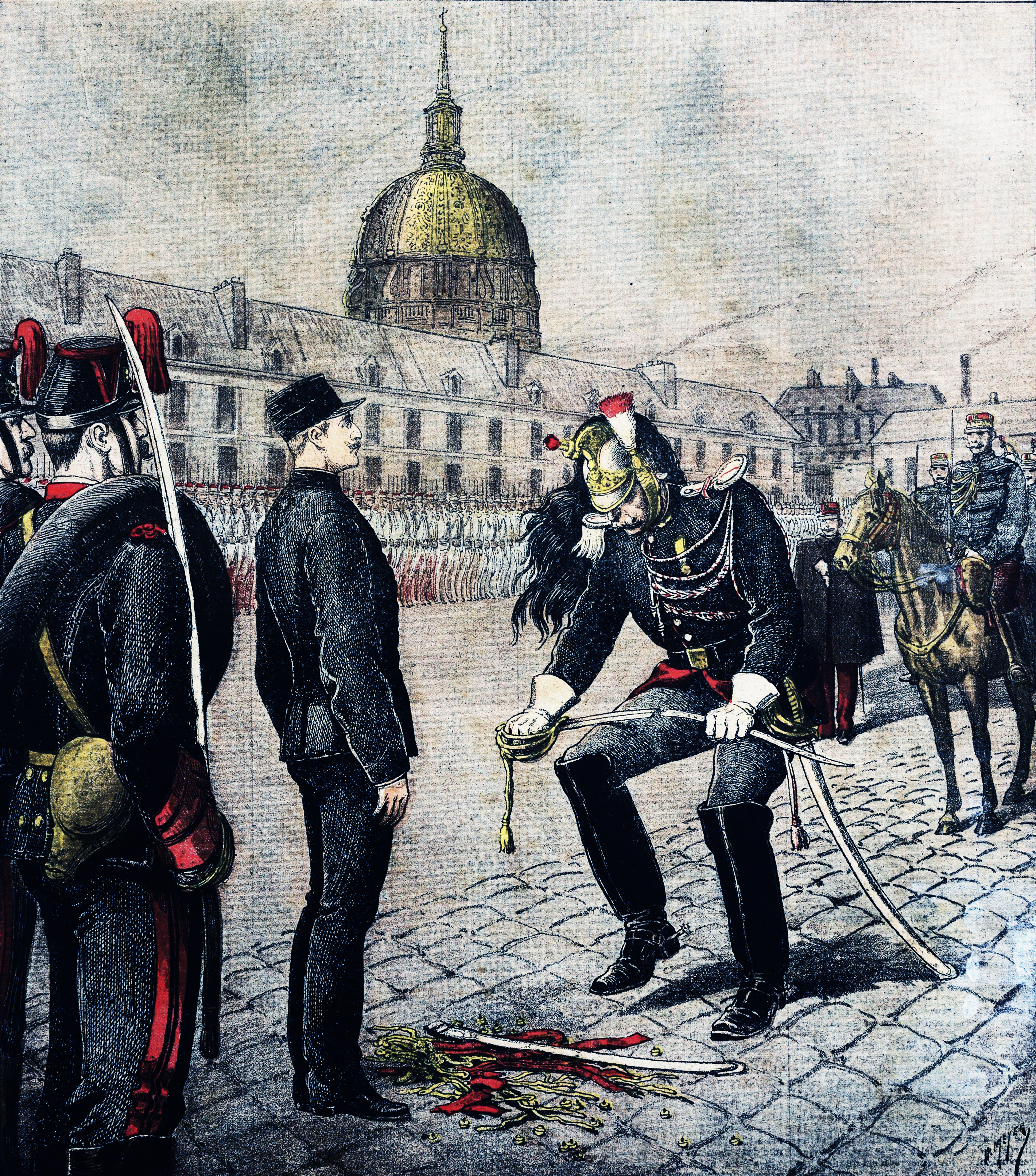
La dégradation d'Alfred Dreyfus, le 5 janvier 1895. Dessin d'Henri Meyer en couverture du Petit Journal du 13 janvier 1895, légendé « Le traître ».

En septembre 1898, Maurras se range en effet dans le camp des antidreyfusards. Maurras achève également sa conversion au monarchisme. Il devient l'inspirateur du nationalisme royaliste. À la suite de l'Affaire Dreyfus, Maurras fonde l'Action française. L'Affaire Dreyfus constitue le principal tournant dans la pensée politique de Maurras. Il rédige à cette occasion son premier grand livre sur la monarchie "Enquête sur la monarchie". L'Action française est d'emblée un mouvement violent, dans un premier temps à l'encontre des dreyfusards, puis de ses autres adversaires politiques.
Plus tard, il s'oppose à la demande de révision du procès du capitaine Alfred Dreyfus, alors relancée à la suite des aveux et du suicide d'Hubert Henry, officier qui avait fabriqué plusieurs faux pour faire croire à la culpabilité du capitaine. Maurras rédige un éloge d'Henry dans La Gazette de France.

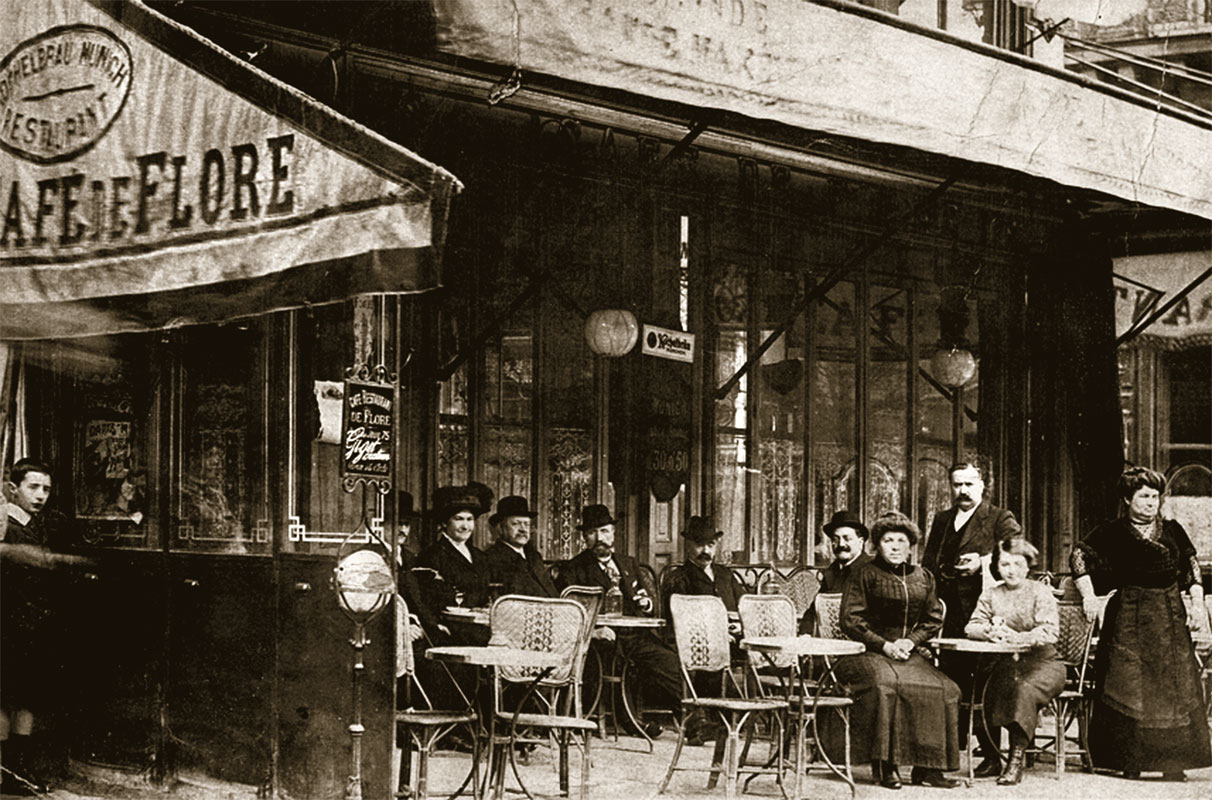
Le Café de Flore vers 1900, lieu de réunion habituel des fondateurs de l'Action française à partir de 1898.

En amont de la création de l'Action française, Henri Vaugeois et Maurice Pujo fondent en 1898 un « Comité d'action française », qui ne compte aucun royaliste et vise en prévision des élections à restaurer une république patriote conforme selon eux au nationalisme de la Révolution. Maurras rejoint ce petit groupe qui se réunit habituellement au Café de Flore, même s'il aurait préféré le complément de nom « d'intérêt commun » à celui « d'action française », moins poignant mais plus précis.
En 1906, l’Institut d’action française voit le jour et, en mars 1908, paraît le premier numéro du quotidien L’Action française, né de la transformation de la revue mensuelle (la Revue d’Action française) créée neuf ans plus tôt.
Le projet monarchiste de Maurras s'inscrit dans un contexte favorable. Selon Joly, "Victor Nguyen a bien montré comment l’entreprise maurrassienne s’est inscrite dans le sillage d’un regain intellectuel en faveur de la monarchie traditionnelle. Vers 1889, autour des célébrations du premier centenaire de la prise de la Bastille, un « regard sacrilège » est porté sur la Révolution par des penseurs éminents – dont Ernest Renan – et des jeunes écrivains d’avant-garde : « Condamnée dans les faits, la monarchie redevient une figure mobilisatrice des idées".
Il s'agit pour l'Action française de défendre l'armée à tout prix. Maurras prétend ainsi défendre la raison d'État en soutenant l'armée coûte que coûte pour éviter un désastre en cas d'une nouvelle guerre contre l'Allemagne.
En 1905, Maurras fonde la Ligue d'Action française — dont Henri Vaugeois est le président et Léon de Montesquiou le secrétaire général — pour lever des fonds en faveur de la Revue d'Action française, mensuel devenu l'organe de presse du mouvement.
Le capitaine Dreyfus intente plusieurs procès à L’Action française pour diffamation et y fait publier des lettres sur décision de justice. Le 29 janvier 1912, Charles Maurras présente ces textes « dans une formulation qui sonne comme une condamnation à mort », observe Olivier Dard. A cette occasion, le chef de l'Action française qualifie Dreyfus de « traître juif » [qui] « entrevoi[t] en frissonnant (…) [les] douze balles [qui] lui apprendront enfin l'art de ne plus trahir et de ne plus troubler l'ordre de ce pays qui l'hospitalise » (pourtant, à cette date, l'innocence de Dreyfus était depuis longtemps parfaitement établie).
Maurras publie L’Avenir de l’intelligence, qui met en garde contre le règne de l’argent et son emprise sur les intellectuels.
Revenant sur l'affaire Dreyfus en 1930, Maurras dit : « Je ne veux pas rentrer dans le vieux débat, innocent ou coupable. Mon premier avis là-dessus avait été que, si Dreyfus était innocent, il fallait le nommer maréchal de France, mais fusiller une douzaine de ses principaux défenseurs pour le triple tort qu'ils faisaient à la France, à la paix et à la raison. » Il avait écrit en décembre 1898 à Maurice Barrès : « Le parti de Dreyfus mériterait qu'on le fusillât tout entier comme insurgé ».

#### Catholicisme
Dans les années 1900, sans retrouver la foi, Maurras se rapproche du catholicisme et renforce son soutien à l'Église catholique. Il subit tout d'abord l'influence de Léon de Montesquiou, de Louis Dimier, de prêtres comme le bénédictin Dom Besse et de l'abbé de Pascal, tous désireux de le rapprocher du catholicisme voire de faire renaître en lui la foi. Il s'appuie sur le lien historique entre le catholicisme. N'ayant jamais cessé de soutenir l'Église catholique parce qu'elle est intimement liée à l'Histoire de France, il considérait que l'Église devait être le fondement de la France.
Il s'engage régulièrement aux côtés de l'Église : affaire des fiches, interdiction aux religieux d'enseigner, Inventaires, interventions de l'armée dans les monastères, exil de milliers de moines et de religieux.
En 1926, il est mis à l'index par le pape Pie XI.
Il s'en prend à la laïcité française en vigueur depuis la loi de 1905.

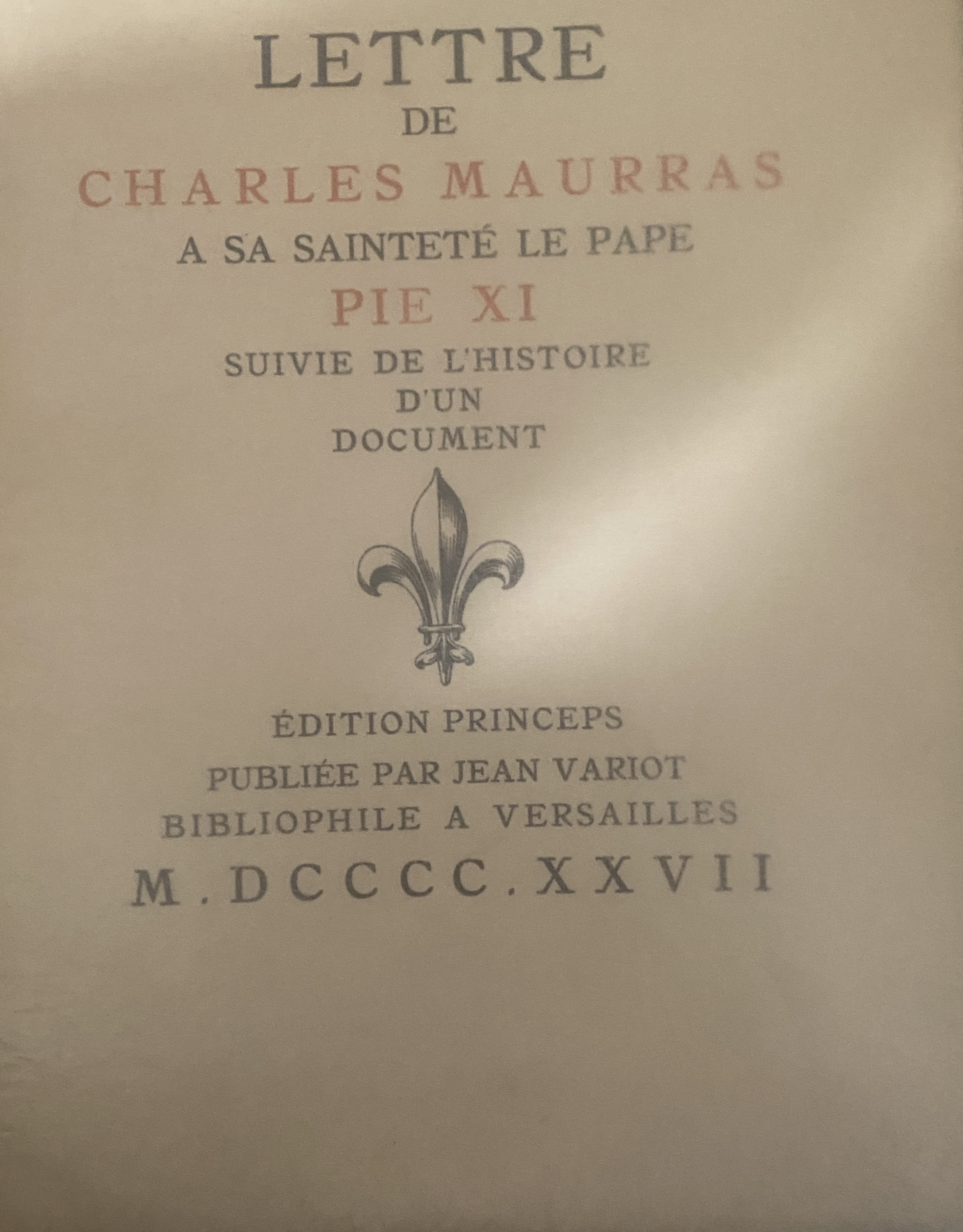
Charles Maurras écrit au Pape Pie XI.

Toute sa vie, Maurras reste proche du catholicisme. En 1936, mère Agnès, sœur aînée de sainte Thérèse de Lisieux et supérieure du Carmel, écrit une lettre à Maurras pour lui promettre d’intervenir auprès de Pie XI au sujet de la condamnation ; il s'ensuit une correspondance suivie. Après la seconde guerre mondiale, les liens avec le Carmel de Lisieux se poursuivent : il correspond avec sœur Marie-Madeleine de Saint-Joseph. En 1948, le carmel lui envoie une image de sainte Thérèse avec une prière de Mère Agnès : « Ô Thérèse, Illuminez votre pèlerin et sanctifiez le dans la vérité ».

### Première Guerre mondiale

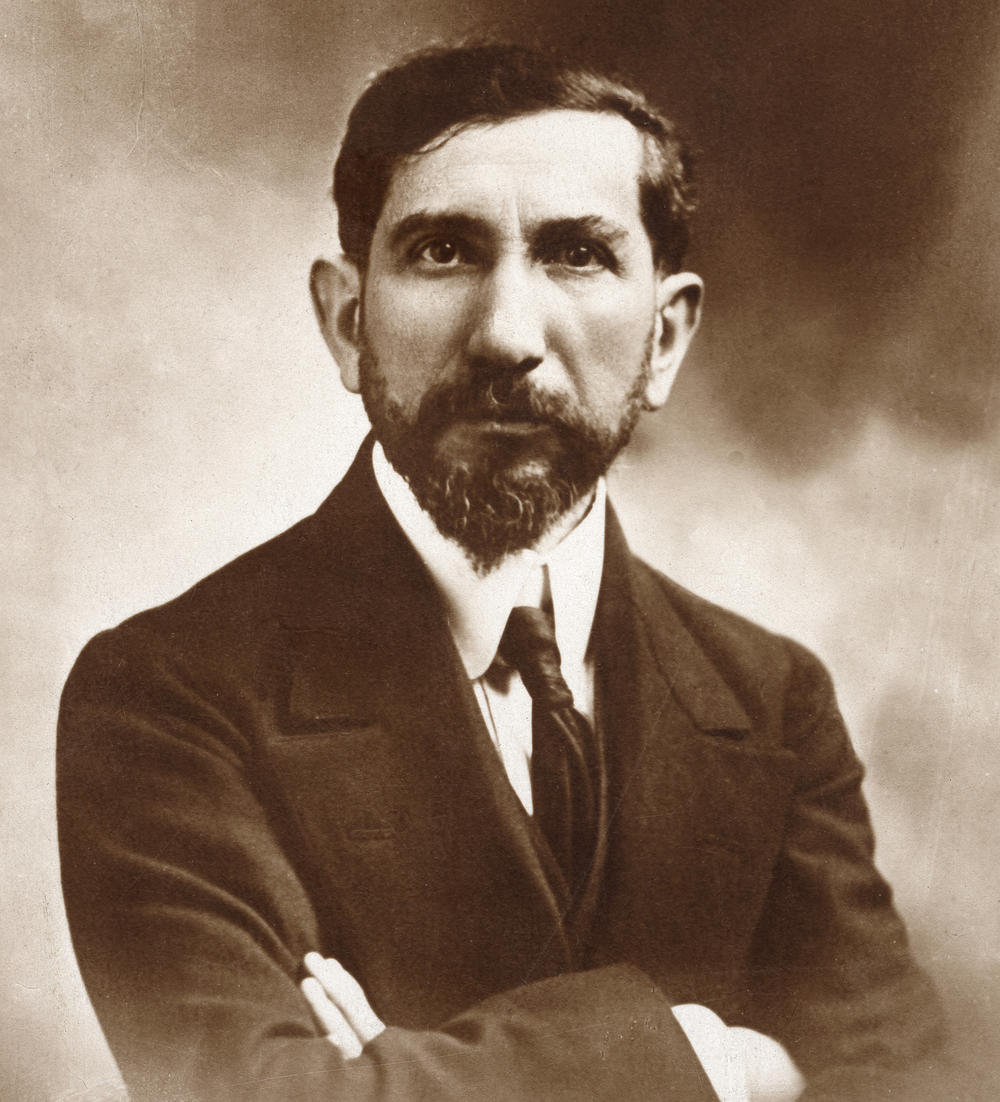
Charles Maurras, avant 1909.

Dans Kiel et Tanger, Maurras critique le régime républicain qui serait incapable de concevoir une politique étrangère stable : « Au bas mot, en termes concrets, la faiblesse du régime doit nous représenter 500 000 jeunes Français couchés froids et sanglants, sur leur terre mal défendue ». Dans l'immédiat avant-guerre, Maurras pointe les effets de la politique de ses adversaires. Selon lui, les campagnes dreyfusardes ont occasionné l'affaiblissement de l'armée. En 1913, il écrit : « La République nous a mis en retard sur l'Europe entière : nous en sommes à percevoir l'utilité d'une armée forte et d'une marine puissante […] à l'heure où les organisations ennemies sont prêtes ».
Maurras souligne ce qu'il estime être la supériorité institutionnelle de l'Allemagne : « Nous avons perdu quarante ans à entrechoquer les syndicats patronaux et les syndicats ouvriers dans la fumée d'une lutte des classes singulièrement favorable au concurrent et à l'ennemi germanique ; pendant ce temps, Guillaume II négociait entre ses socialistes, ses armateurs et ses financiers, dont les forces uniques, se faisant notre parasite, fructifiaient à nos dépens ».
Il soutient alors toutes les initiatives permettant selon lui le renforcement de la France. Inversement, Maurras dénonce les campagnes antimilitaristes des socialistes contre « la folie des armements » qui n'auront selon lui pour conséquence que de conduire au massacre de la jeunesse française : comme Tardieu et Poincaré, il s'oppose aux internationalistes et dénonce la faiblesse des budgets militaires.
Dès la déclaration de guerre, il appelle ses partisans à l'union nationale et renonce à la lutte systématique contre le régime républicain comme y invite le duc d'Orléans dans un appel dans L'Écho de Paris du 23 avril 1914.
L'historien Olivier Dard explique ainsi : « De fait, si Maurras et l’Action française dénoncent les traîtres et si son chef fustige régulièrement la démocratie au nom de l’efficacité de la lutte à conduire, la lecture de ses écrits publiés à partir de l’été 1914 montre que dans l’ensemble les gouvernements sont plutôt soutenus. (…) Maurras ne se contente pas d’appuyer les gouvernements successifs au nom de l’impératif de victoire. La guerre est pour lui l’occasion de nouer des contacts avec des dirigeants de la Troisième République , du député
lorrain Louis Marin qu’il cherche à toucher par Barrès à Raymond Poincaré ».

### Entre-deux-guerres

#### Renforcement du prestige de Maurras
Comme l'indique l'historien Laurent Joly : "Il est difficile d’imaginer, de nos jours, l’aura qui entourait, principalement durant l’entre-deux-guerres, l’école maurrassienne. En 1924, le jeune Jacques Lacan, alors étudiant en médecine, fit des pieds et des mains pour rencontrer Maurras, ne serait-ce que « cinq minutes », et recevoir de lui la « direction intellectuelle » dont il ressentait l’impérieuse nécessité . Un tel magistère, procurant aux disciples de l’AF l’assurance de la vérité et de l’autorité politique, a peu d’équivalent dans la vie politico-intellectuelle de ces cent dernières années (...)".
La Grande Guerre est pour Charles Maurras une période de développement de l'audience de son journal et de sa pensée. En 1917, le journal voit son nombre d'abonnés augmenter de 7 500. Le journal comptait 1 500 lecteurs en 1908, 22 000 en 1912, 30 000 en 1913, et tire à 156 000 exemplaires en 1918. Les souscriptions augmentent également. Le 1er mars 1925, Maurras est élu « Prince des écrivains » par les membres de « La plume », succédant ainsi à Anatole France,
Joly ajoute aussi : "Dans un chapitre de son essai de 1919 Charles Maurras et les idées royalistes, intitulé « L’autorité », Achille Segard a, le premier, tenté d’éclairer les fondements du magistère maurrassien. Dès le début des années 1890, observe l’auteur, le jeune écrivain exerce autour de lui un ascendant intellectuel exceptionnel. Le nombre de ses admirateurs et disciples est d’abord limité au cercle des amis proches, mais, avec les années, ce cercle va grandissant, jusqu’à englober des « maîtres » révérés, tel Paul Bourget. Selon Segard, ce rayonnement tient à un attribut essentiel : Maurras « est un spécialiste ». Un « spécialiste » obsessionnel et immensément travailleur : « Peu d’hommes se sont adonnés plus ardemment et plus complètement à la recherche de la vérité littéraire et de la vérité politique. On peut dire que M. Maurras y a consacré tout son temps et toutes ses forces. Rien ne l’en a détourné. Il a fait servir à cette recherche toutes ses études, toutes ses lectures, toutes ses conversations et même ses divertissements intellectuels. ».
L'assassinat de Marius Plateau en 1923, celui d'Ernest Berger en 1925 et d'autres attentats commis contre l'Action française contribuent aussi à créer un élan de solidarité autour de Charles Maurras, dont témoignent les paroles de Jacques Maritain : « L'idée des dangers que vous courez, pour la cause sainte de la France, vous rend encore plus cher au cœur de tous ceux qui aiment la France, et l'intelligence. ». Cependant, les thèses de Maurras sont condamnées par le pape Pie XI en 1926 et mises à l'Index. Le 25 mai 1923, un anarchiste s'introduit dans les locaux de l'Action française et tire une balle dans le plafond. L'Action française y voit une nouvelle tentative d'assassinat contre Charles Maurras.

Réception de Charles Maurras à l'Académie française le 8 juin 1939.

Entretemps, Maurras a été élu à l’Académie française au fauteuil de l’avocat Henri-Robert. Après un premier échec en 1923 contre Charles Jonnart, il est élu à l’Académie française le 9 juin 1938 au fauteuil 16, succédant à Henri-Robert, par 20 voix contre 12 à Fernand Gregh. Il est reçu le 8 juin de l’année suivante par Henry Bordeaux.
L'historien Jean Touzot indique à ce sujet: "Il est clair que Maurras avait besoin d’une reconnaissance que seule pouvait lui donner une institution aussi prestigieuse, datant de l’apogée de la monarchie. Elle lui valut aussi un regain d’influence internationale."
L'épée académique de Maurras, sculptée par Maxime Real del Sarte, porte la silhouette de sainte Geneviève.

#### Politique étrangère

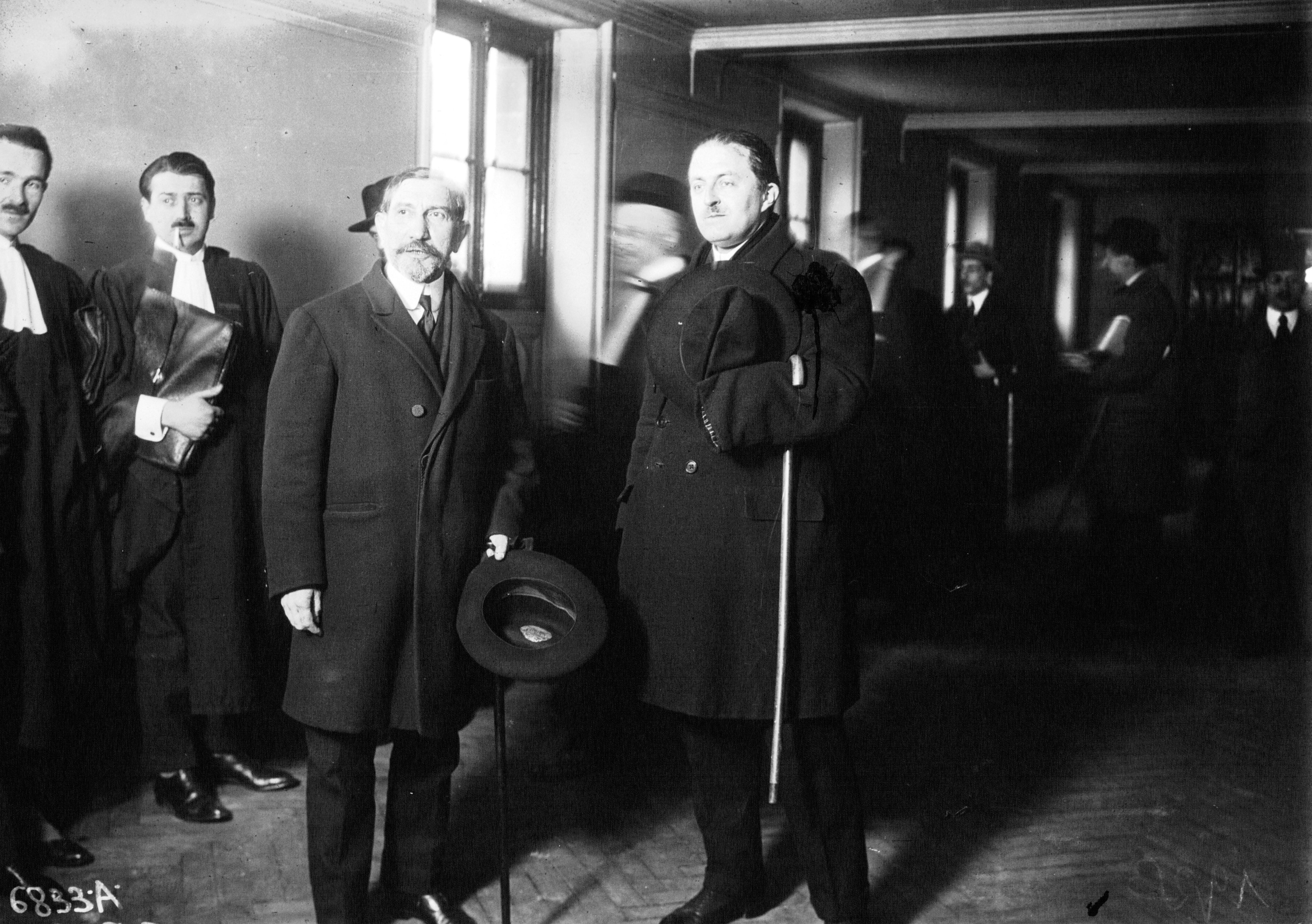
Les Camelots du Roi au Palais : Charles Maurras (à gauche) et Maxime Real del Sarte en 1923.

Pour Charles Maurras, la république prépare mal la guerre, ne peut la gagner qu'en renonçant à elle-même, et assure mal la paix ; selon lui, la guerre a été gagnée par des procédés de dictature monarchique qui ont permis de rattraper les erreurs de l'avant-guerre mais au prix de la mort d'un million cinq cent mille Français, trois fois plus qu'annoncé dans Kiel et Tanger.
En 1918, Maurras réclame donc une « paix française » qui serve le mieux ce qu'il considère être les intérêts de la nation : la division de l'Allemagne, l'annexion de Landau et de la Sarre, un protectorat français sur la Rhénanie. L'Action française se prononce contre l'application sans discernement du droit des peuples à disposer d'eux-mêmes. Si Maurras salue la visite de Wilson au pape (en), ses « quatorze points » le scandalisent par ce qu'il pense être une naïveté utopique car « nulle revanche du droit n'est sérieuse sans un équilibre du fait ».
Pour Charles Maurras, le Traité de Versailles de 1919, bien qu'imposant des sanctions sévères à l'Allemagne, ne répondait pas pleinement aux besoins de sécurité de la France. Il pensait que le traité n'était pas assez rigoureux pour affaiblir durablement l'Allemagne et prévenir une résurgence de son pouvoir militaire. Maurras préconisait des mesures beaucoup plus strictes, comme la division de l'Allemagne en petits États et la création de zones tampon sous contrôle français, afin d'assurer une paix durable en Europe. Plus tard, il voit en Adolf Hitler un danger pour l'Europe, du fait que le pangermanisme du nazisme représentait une menace pour la sécurité de la France. Dès les premières manifestations de l'expansionnisme hitlérien, Maurras plaide pour une politique de fermeté contre l'Allemagne nazie et critiqua sévèrement les politiques de conciliation menées par des gouvernements français successifs. Il prônait une alliance étroite avec la Grande-Bretagne pour contenir l'agressivité allemande et maintenir l'équilibre des forces en Europe.
Cette entreprise de mise en garde contre l'Allemagne est relayée par Jacques Bainville qui s'impose comme le maître des relations internationales à l’Action française, tout en s'accompagnant d'un soutien à l'Italie fasciste.
Dans ses écrits et discours, Maurras exhortait les dirigeants français à adopter une posture de fermeté et de vigilance face à Hitler. Maurras veut en particulier influencer le Bloc national, coalition de partis conservateurs qui a largement remporté les élections après la Première Guerre mondiale. Il plaide pour une réarmement de la France et la mise en place de mesures défensives pour contrer la menace nazie. Selon lui, une alliance avec la Grande-Bretagne était cruciale pour contenir l'expansionnisme allemand. Maurras voyait en cette alliance non seulement un moyen de renforcer la position stratégique de la France, mais aussi de garantir un équilibre des forces en Europe, indispensable pour prévenir une nouvelle guerre mondiale. Maurras critiquait la faiblesse perçue des gouvernements français successifs, qui, à ses yeux, n'avaient pas pris la pleine mesure du danger représenté par Hitler. Il dénonçait l'aveuglement de certains politiciens qui, par leurs politiques de désarmement et de pacifisme, compromettaient la sécurité nationale. En 1932, le général Weygand, proche de l'Action française, dénonce dans ses rapports secrets la politique de désarmement : « L’armée française est descendue au plus bas niveau que permette la sécurité de la France » mais son légalisme l'empêche d'exprimer publiquement sa proximité avec Maurras.
Il prône l’alliance avec l’Angleterre,. Comme il l'avait fait avant la Première guerre mondiale dans de "Kiel à Tanger", la politique étrangère qu’il défend consiste à ménager les puissances secondaires d’Europe, celles que menacent l’URSS et le Reich allemand : Pologne, Hongrie, Tchécoslovaquie, Espagne, Italie.
En 1938, Maurras est partisan des accords de Munich, qui sont favorables à Hitler.

#### Crise du 6 février 1934 et emprisonnement
Lors de la crise du 6 février 1934, Maurras pense que la manifestation contre la corruption du régime ne peut déboucher sur le coup de force car les nationalistes non royalistes ne suivraient pas l'Action française. L’armée, la police, l’administration n’ont pas été infiltrées, ce qui aurait nécessité des mois de préparation et un personnel spécifique dont l’Action française était dépourvue ; de plus, la perspective d'une guerre civile lui répugne.
Après le 6 février 1934, si L'Action française gagne dix mille abonnés de plus, Maurras perd le magistère de la rébellion contre le régime auprès de certains des militants qui la quittent alors comme Pierre de Bénouville, Jacques Renouvin, Michel de Camaret.

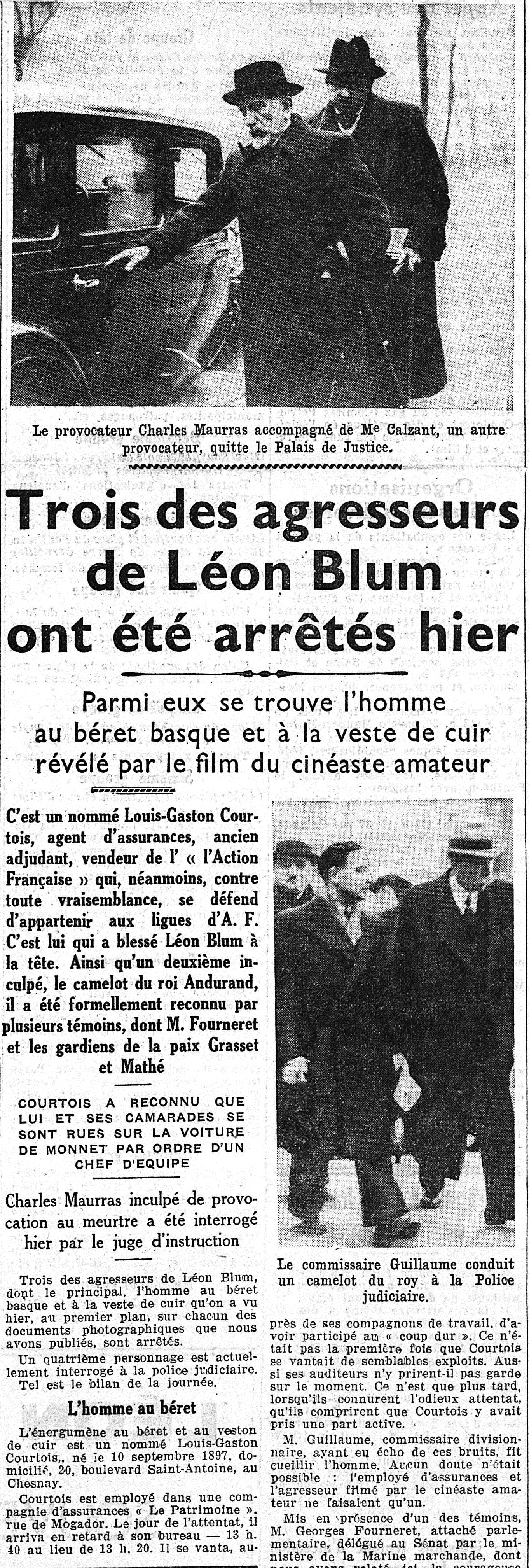
Inculpé de provocation au meurtre, Maurras (accompagné de Georges Calzant) est interrogé le 15 février 1936 par un juge d'instruction à la suite de l'agression commise contre Léon Blum par des camelots du roi et ligueurs de l'Action française (Le Populaire, 16 février 1936).

Un article lui vaut d'être condamné pour menace de mort. Il récidive en 1935 et 1936 contre Léon Blum :

« Ce Juif allemand naturalisé, ou fils de naturalisé [la famille Blum était française de plein droit depuis 1791], qui disait aux Français, en pleine Chambre, qu’il les haïssait [Blum n'a jamais dit cela], n’est pas à traiter comme une personne naturelle. C'est un monstre de la République démocratique. Et c’est un hircocerf de la dialectique heimatlos. Détritus humain à traiter comme tel. (…) L’heure est assez tragique pour comporter la réunion d'une cour martiale qui ne saurait fléchir.
M. Reibel demande la peine de mort contre les espions. Est-elle imméritée des traîtres ?
Vous me direz qu'un traître doit être de notre pays : M. Blum en est-il ?
Il suffit qu’il ait usurpé notre nationalité pour la décomposer et la démembrer. Cet acte de volonté, pire qu'un acte de naissance, aggrave son cas.
C'est un homme à fusiller, mais dans le dos. »

Ces appels au meurtre ne sont pas sans conséquence : le 13 février 1936, des militants d'extrême droite tentent de lyncher Léon Blum, âgé de 64 ans, qui ressort de cette attaque avec le visage en sang. L'agression de février 1936 pousse le gouvernement intérimaire, dirigé par le radical Albert Sarraut, à dissoudre la Ligue d’Action française. Une instruction judiciaire est ouverte contre Maurras pour complicité de provocation au meurtre. Il est initialement condamné le 21 mars 1936 à quatre mois de prison ferme, peine aggravée pour avoir répété ses menaces de mort contre Léon Blum le 15 mai 1936,.
Le chef de l'Action française est emprisonné à la prison de la Santé du 29 octobre 1936 au 6 juillet 1937.

### Seconde Guerre mondiale
Dès que la guerre est déclarée, le 3 septembre 1939, Charles Maurras reprend les accents bellicistes de l’Union sacrée. Jusqu’aux derniers combats de juin 1940, le septuagénaire apporte un soutien sans faille à l’effort de guerre, mais il approuve l’armistice. Maurras est regardé comme un adversaire par les autorités d'occupation qui font piller par la Gestapo les bureaux de l'Action française et placent certains livres de Maurras sur la liste Otto des livres interdits (du fait de leur caractère anti-allemand) ; en 1943, le haut responsable des forces d'occupation en France, le conseiller Schleier, place Maurras parmi les personnes à arrêter en cas de débarquement,.
En mai de la même année, en dépit de sa franche hostilité à Pierre Laval, il reçoit des mains de Pétain la Francisque no 2068.

#### Soutien au maréchal Pétain

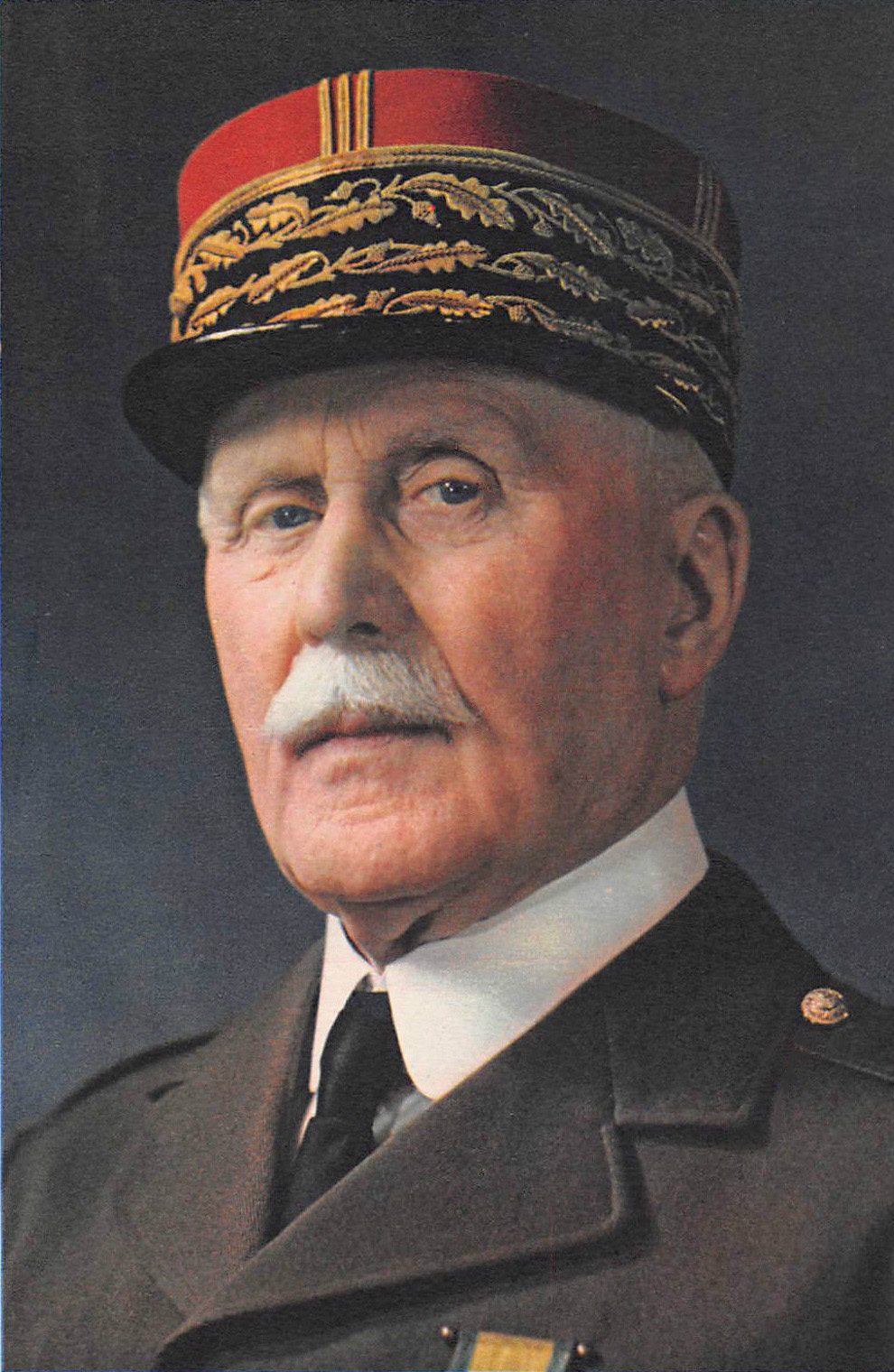
Philippe Pétain en 1941.

La victoire allemande sur la France désespère Maurras,. Il dit au moment de l'arrivée de soldats allemands en Provence voir réalisé le « cauchemar de son existence ».
Maurras affirme que le soutien au gouvernement Pétain est de même nature que celui apporté aux gouvernements républicains de la Première guerre mondiale : « Je soutiens Pétain comme j’ai soutenu tous les gouvernements pendant la guerre de 1914-1918 » ; ce soutien procède de la volonté de sauver l'unité française coûte que coûte car elle est la « condition de l'Espérance ». À Pierre Boutang, il affirme que l'unité française est « un outil de revanche ».
Pour Maurras, Pétain ne peut que défendre les intérêts du peuple français et toute dissidence affaiblit la France et compromet son rétablissement. L'historien Jacques Prévotat avance que Maurras, sous l'Occupation, « s'enferme dans un schématisme abstrait, détaché du réel concret, mais dont l'orientation, systématiquement favorable au régime de Vichy et hostile à la cause alliée, tourne à une complicité de fait avec l'occupant ».
De Londres, où il écrit dans La France libre, Raymond Aron écrit : « M. Maurras, promu doctrinaire officiel du nouveau régime, n'en écrit pas plus aujourd'hui sur la IIIe République qu'il n'en écrivait depuis trente ans. La seule différence est qu'il est désormais gouvernemental et conformiste, qu'il trouve une sorte de jouissance morose dans les malheurs qui accablent notre patrie, parce qu'ils ont liquidé le régime détesté et permis cette « merveille d'État national » que le maréchal Pétain est en train de construire (15 décembre 1940) ».
La « divine surprise » n'est pas la victoire de l'Allemagne, mais l'accession au pouvoir du Maréchal Pétain et le sabordage de la République par les Parlementaires eux-mêmes,,
La question de l'influence de la pensée de Maurras sur l'idéologie et la politique de Vichy est débattue par l'historiographie. Pour Loubet del Bayle, Vichy se situe à l'intersection de plusieurs courants idées : fascisme, antisémitisme, technocratie planiste. L'Action française n'y aurait été qu'une référence parmi d'autres.
Mais sur plusieurs plans, il existe des convergences entre les thèmes de la Révolution nationale et ceux de l'Action française. En septembre 1940, lorsque le maréchal Pétain lui demande sa conception de la Révolution nationale, il répond « un bon corps d'officiers et un bon clergé », une position qu'il appelle : « défendre l'héritage en l'absence d'héritier », Il soutient le régime de Vichy, non la politique de collaboration car il est un nationaliste profondément germanophobe. Il félicite successivement le régime de Vichy pour la loi portant statut des Juifs et pour l'abolition du décret Crémieux (9 octobre 1940) qui avait accordé la nationalité française aux Juifs algériens.
Maurras apprécie en effet la remise en cause des idées républicaines et l'antisémitisme sous Pétain « a eu le bon résultat de nous débarrasser de nos démocrates ». En effet, pour Maurras, l'invasion du territoire français sont le résultat de la politique révolutionnaire et de la rupture avec la politique étrangère de l'Ancien Régime.
Simon Epstein indique que Vichy renvoie une bonne partie de ses maurrassiens. Dès 1941, Raphaël Alibert, ministre de la Justice, Paul Baudouin, ministre des Affaires étrangères en 1941, Georges Groussard, ancien cagoulard qui commande les groupes de protection de Vichy. Ceux qui ne sont pas partis quitteront le gouvernement lors du retour de Laval en 1942 : Pierre Caziot, Serge Huard, Yves Bouthillier, René Gillouin, Henry du Moulin de Labarthète, Xavier Vallat, c'est-à-dire avant l'entrée des partisans d'une franche collaboration avec l'Allemagne nationale-socialiste.
Le collaborationniste Pierre-Antoine Cousteau dit après la guerre : « Maurras m’inspirait une horreur sacrée, uniquement parce qu’il faisait de la pérennité des guerres franco-allemandes la base de son système et que j’étais déjà convaincu (c’est le seul point sur lequel je n’ai jamais varié) que l’Europe ne serait jamais viable sans entente franco-allemande, que c’était le premier de tous les problèmes, le seul vraiment important, celui dont dépendait la guerre et la paix, la vie et la mort. »

#### Division des partisans de Maurras
Pendant l'Occupation, les membres et anciens proches de l'Action française se divisèrent en trois groupes opposés : celui des maurrassiens orthodoxes, soutenant le régime de Vichy et la politique du maréchal Pétain, celui des collaborationnistes et ouvertement pro-nazis, tels Robert Brasillach, Charles Lesca, Louis Darquier de Pellepoix, Joseph Darnand, Georges Larpent, Henry Charbonneau ou Claude Jeantet, et celui des résistants contre les occupants allemands, tels Honoré d'Estienne d'Orves, Michel de Camaret, Henri d'Astier de La Vigerie, Gilbert Renault, Pierre de Bénouville, Daniel Cordier ou Jacques Renouvin.
Le colonel Rémy dira plus tard que sa décision de résister résulta de son imprégnation de la pensée de Maurras : « Le réflexe qui m'a fait partir pour l'Angleterre le 18 juin 1940 trouvait son origine dans l'enseignement que, depuis vingt ans, je recevais quotidiennement sous sa signature ».

#### Dénonciation de la Résistance
Maurras se proclame « antigaulliste » et qualifie les résistants de « terroristes », appelant à la répression la plus violente contre eux à la suite de la politique d'attentats menée par les résistants communistes et la mort de plusieurs membres de l'Action française et de ses amis : il exige « des otages et des exécutions », il recommande « la mise à mort des gaullistes faits prisonniers », sans autre forme de procès, il déclare que si « la peine de mort n'était pas suffisante pour mettre un terme aux activités des gaullistes, il fallait se saisir des membres de leur famille comme otages et exécuter ceux-ci ».
Maurras écrit en 1944 que « si les Anglo-Américains devaient gagner, cela signifierait le retour des francs-maçons, des Juifs et de tout le personnel politique éliminé en 1940 », et que soutenir les Alliés serait prendre parti « du mauvais côté ».
Dans une lettre à Jean Arfel en 1948, Maurras affirme qu'il y avait une part de feinte destinée à tromper les Allemands dans son hostilité aux gaullistes et aux maquisards et le souci d'éviter une guerre civile en France : « Mon escrime quotidienne contre les collaborationnistes et philoboches était toujours accompagnée, comme sa feinte protectrice, d'une pointe contre le Gaullisme et les maquisards, feinte qui a toujours trompé les Allemands à leur grand détriment […]. Je voulais tout tenter, à tout prix, pour épargner à la France le malheur de redevenir un champ de bataille et pour obtenir qu'elle fût libérée autrement [que par la guerre sur le territoire national] ».

### Après la Libération

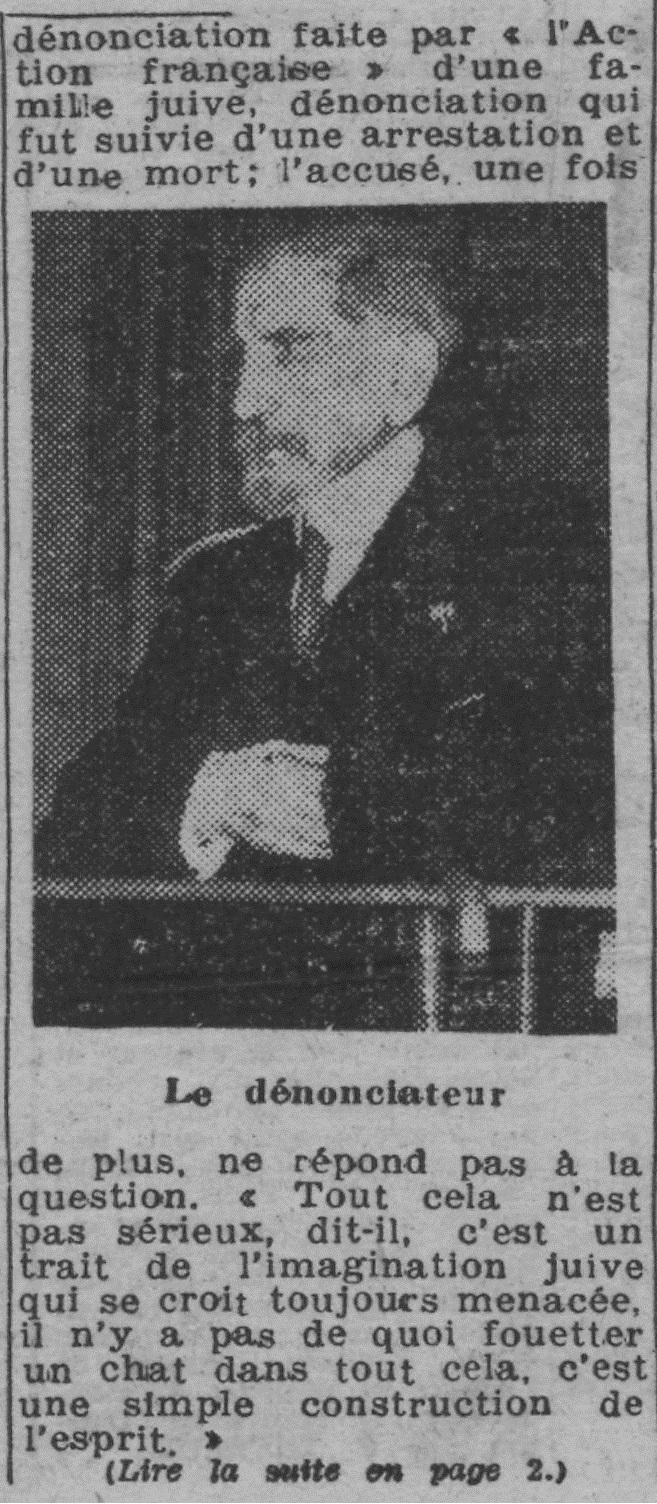
Lors du procès tenu en janvier 1945, il est rappelé que sous l'Occupation, Maurras avait dénoncé Roger Worms et sa famille en publiant un article antisémite dans L'Action française le 2 février 1944,,(Ce soir, 27 janvier 1945).

En 1944, Charles Maurras, qui a 76 ans, maintient sa méfiance pour la France libre, qu'il pense manipulée par Moscou. Il est arrêté à l'instigation du résistant et commissaire de la république Yves Farge. Il faut deux mois pour que Maurras prenne connaissance de son inculpation pour « intelligence avec l’ennemi » et son procès commencera le 24 janvier 1945,.
Pendant celui-ci, au cours duquel sera mise en avant sa critique de la résistance gaulliste et communiste, qu'il accompagnait d'appels au meurtre des résistants, Charles Maurras met en avant son antigermanisme.
Concernant l'antisémitisme, il affirme qu'il ignorait qu'en février 1944, « désigner un Juif à l'attention publique, c'était le désigner lui ou sa famille aux représailles de l'occupant, à la spoliation et aux camps de concentration, peut-être à la torture ou à la mort ».
Le 27 janvier 1945, la cour de justice de Lyon déclare Charles Maurras coupable de haute trahison et d'intelligence avec l'ennemi et le condamne à la réclusion criminelle à perpétuité et à la dégradation nationale,. Elu majoral du Félibrige en 1941, il en fut exclu en 1945. Maurras commenta sa condamnation par une exclamation célèbre : « C'est la revanche de Dreyfus ! »
Il fait 7 mois à Riom,. Ses dernières années, passées en grande partie à la prison de Clairvaux, furent aussi l'occasion d'une introspection sur la question de la Résistance ou du traitement infligé aux Juifs pendant la guerre. Tout en continuant d'affirmer la nécessité d'un antisémitisme d'État car les Juifs posséderaient une nationalité propre différente de la française.
En 1949, Maurras et Pujo écrivent au garde des sceaux pour demander la révision de leur procès. Le 21 mars 1952, bénéficiant d'une grâce médicale accordée par le président de la République Vincent Auriol, Charles Maurras est transféré à la clinique Saint-Grégoire de Saint-Symphorien-lès-Tours.

#### Mort

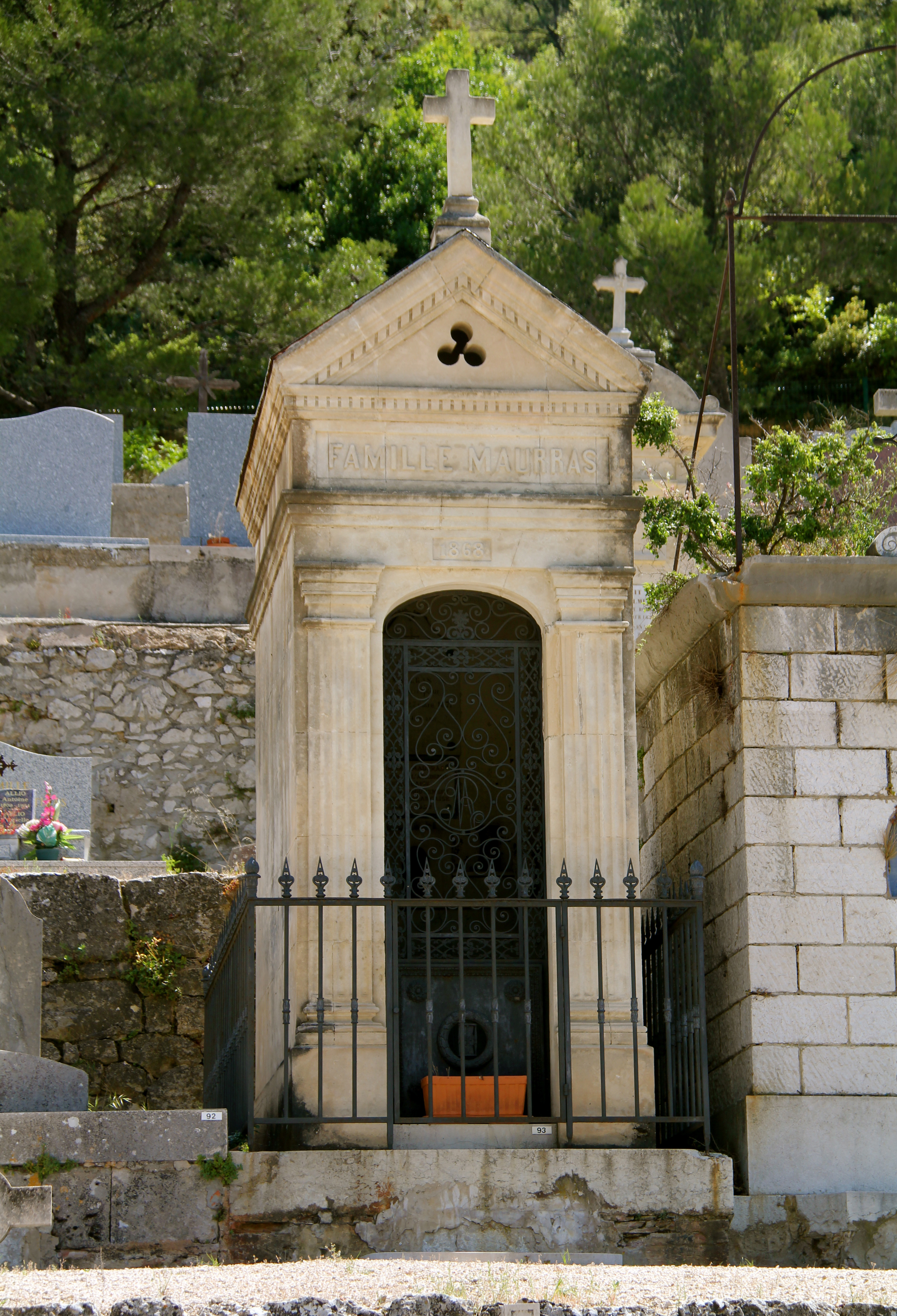
Tombe de Charles Maurras au cimetière de Roquevaire.

Des témoignages attestent que les derniers mois de Maurras ont été marqués par un certain retour à la foi. Le 13 novembre 1952, il fait demander l’extrême onction et récite le confiteor. Le 15 novembre, il demande son chapelet. Selon ses proches, ses dernières paroles sont un alexandrin : « Pour la première fois, j’entends quelqu’un venir ». Il meurt le matin du 16 novembre 1952.
Il est inhumé au cimetière de Roquevaire (Bouches-du-Rhône).

## Pensée

### Leçons de l'histoire
L'empirisme organisateur est selon Maurras « la mise à profit des bonheurs du passé en vue de l'avenir que tout esprit bien né souhaite à son pays. » Il résume également l'empirisme organisateur par la formule : « Notre maîtresse en politique, c'est l'expérience »,.
L'historien Laurent Joly décrit ainsi l'ambition de Maurras : "Mettre la science moderne au service de la tradition, tel est le tour de force, le renversement triomphal, que (Maurras) se propose d’accomplir à l’heure où la République distingue la science comme la valeur suprême et sacralise la figure du savant comme la plus haute, la plus digne des temps nouveaux. Son ambition n’est, bien sûr, ni inédite ni isolée (...) . Mais elle est, chez lui, grandiose, démesurée, et Maurras n’hésite pas, à cet égard, à annexer la figure d’Auguste Comte (1798-1857), alors au sommet de sa gloire posthume : révéré comme l’un des plus grands – si ce n’est le plus grand – esprits du siècle, Comte a inspiré les fondateurs de la Troisième République, Léon Gambetta ou Jules Ferry, et une statue est bientôt inaugurée sur la place de la Sorbonne, à Paris, face à la prestigieuse université.".
L’empirisme organisateur prétend tirer de l’histoire un ensemble de lois sociales: « L’examen des faits sociaux naturels et l’analyse de l’histoire politique conduisent à un certain nombre de vérités certaines, le passé les établit, la psychologie les explique et le cours ultérieur des événements contemporains les confirme au jour le jour »,.
Ainsi, contrairement à Maurice Barrès, théoricien d'un nationalisme romantique basé sur l'ego, Maurras dit vouloir baser sa conception du nationalisme sur la raison.
Il s'agit pour Maurras de retrouver les lois naturelles par l'observation des faits et par l'expérience historique ne saurait contredire les justifications métaphysiques qui en constituent pour les chrétiens le vrai fondement. Le positivisme doit permettre de dégager des constantes historiques. C'est à partir de cette méthode que Maurras arrive à la conclusion que la monarchie héréditaire est le régime le plus conforme aux conditions naturelles, historiques, géographiques, psychologiques de la France que Maurras.

### Nationalisme et monarchisme

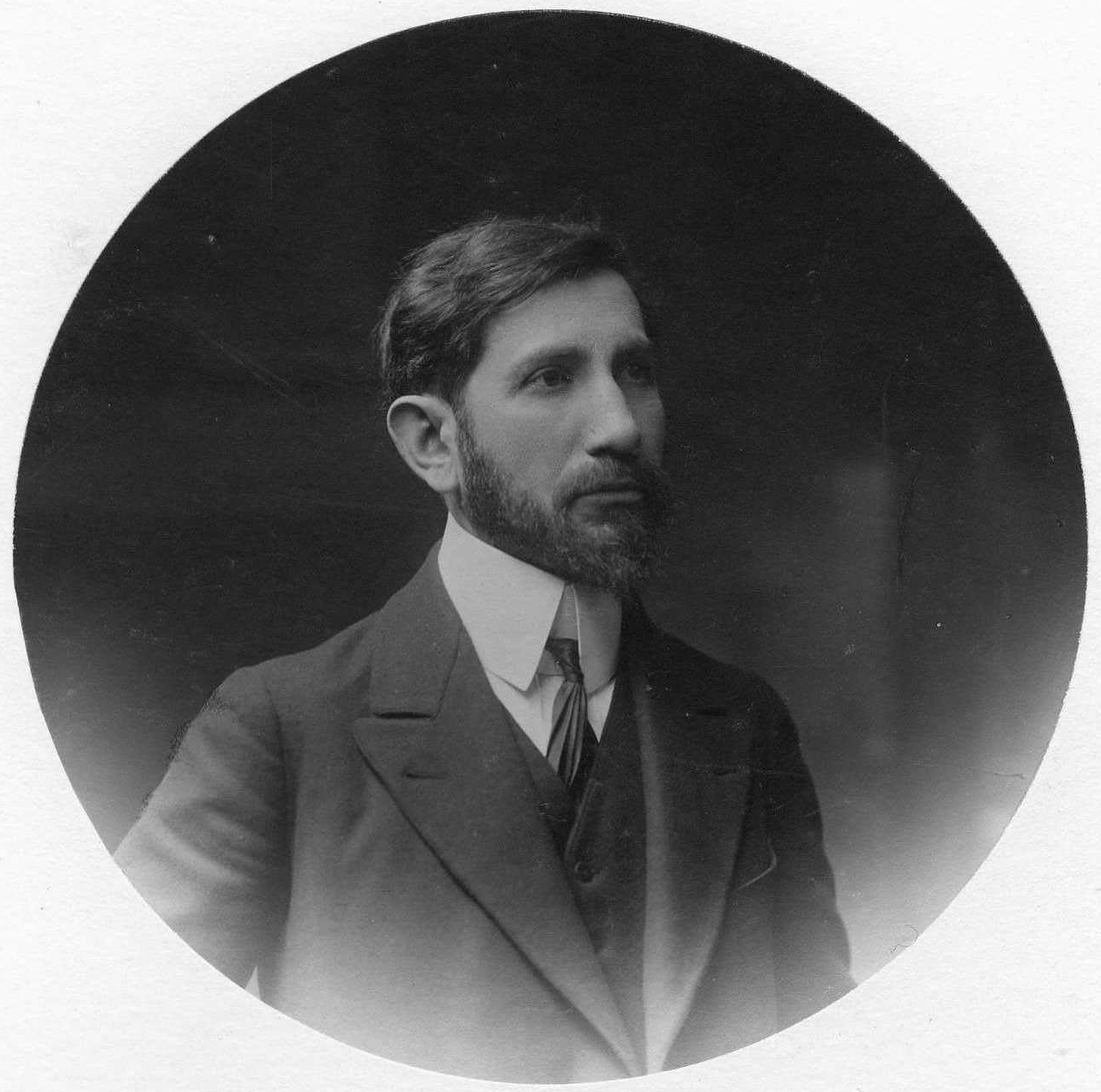
Charles Maurras vers 1908.

La principale originalité de Maurras réside dans le fait qu’il entend réaliser l’amalgame de deux tendances jusqu’alors distinctes : le monarchisme et le nationalisme.
Le nationalisme de Maurras se veut intégral en ce que la monarchie fait partie selon lui de l'essence de la nation et de la tradition françaises.
Maurras veut trouver un principe capable d'assurer l'unité politique d'une nation et qui se trouve au-dessus des opinions d'après lui. Il s'agit pour Maurras du roi qui seul peut rassembler les Français. Maurras n'entend pas restaurer la monarchie non pour elle-même mais pour ce qu'elle peut apporter à la nation selon lui. Le nationalisme trouve ainsi un point d'appui dans la figure du roi qui est indépendant de tout choix partisan.
Le nationalisme maurrassien se définit ainsi comme la volonté de restaurer un pouvoir fort rétablissant les fondements de l’État, l’armée, la magistrature, l’Église. Le retour à un monarchie héréditaire doit s'accompagner dans le même par une très forte décentralisation. Le roi selon Maurras doit se concentrer sur la politique étrangère et la diplomatie. Le rétablissement de la monarchie doit également redonner un vaste pouvoir aux communes et provinces dans le domaine des infrastructures, de l'éducation, du social, des impôts, de la police, de la justice.
La fameuse formule « politique d’abord » de Maurras ne signifie donc pas que l’économie a moins d’importance que la politique, mais qu’il faut commencer par réformer les institutions : « Ne pas se tromper sur le sens de « politique d’abord ». L’économie est plus importante que la politique. Elle doit donc venir après la politique, comme la fin vient après le moyen. » La monarchie selon Maurras est traditionnelle, héréditaire, antiparlementaire et décentralisée. À propos de ces quatre critères, les maurrassiens parlent de « quadrilatère ».
Depuis la mort du comte de Chambord en 1883, le sentiment royaliste déclinait. Cela s'était précipité avec le soutien au boulangisme et avec la mort du comte de Paris (1894). Le zèle, « la conviction têtue et la force persuasive » de Maurras et le ralliement d'une poignée de jeunes hommes allaient régénérer « le vieux tronc et lui infuser une sève nouvelle » : un néo royalisme plus combatif et plus jeune mais sans « l'attachement quasi religieux à la personne du roi », un royalisme positiviste.
Mais le monarchisme trouve un nouveau défenseur en Maurras. Le point de départ des idées monarchistes et nationalistes de Maurras est à chercher dans les deux premiers fascicules de l’Enquête sur la monarchie qui paraissent en 1900 dans les colonnes de la Gazette de France (le troisième paraît en 1903). Il y affirme que « l'ouvrier, le serviteur, le chef de la défense et de la grandeur françaises ne peut être que le descendant des Chefs fondateurs et conservateurs, le Roi ». La légitimité du pouvoir monarchique en France repose pour Maurras sur sa capacité à assurer le salut public.
Le retour de la monarchie et la décentralisation passent chez Maurras par l'exclusion des quatre groupes sociaux « incapables » selon Maurras s'intégrer pleinement à la nation. Cela aboutit à l'exclusion des étrangers et immigrés sans racines selon lui, qui « campent » sur le territoire national. Maurras vise en particulier « quatre États confédérés », à savoir les juifs, les protestants, les francs-maçons et les métèques.
Même si Maurras prônait un retour à la monarchie, par bien des aspects son royalisme ne correspondait pas à la tradition monarchiste française orléaniste, ou à la critique de la Révolution de type légitimiste. Son antiparlementarisme l'éloignait de l'orléanisme et son soutien à la monarchie et au catholicisme étaient explicitement pragmatiques et non fondés sur une conception providentialiste ou religieuse caractéristique du légitimisme.

### Démocratie locale et décentralisation
Maurras est un adversaire de la centralisation née de la Révolution française et de l'époque napoléonienne. Il estime en effet que cette centralisation, qui a pour conséquence l’étatisme et la bureaucratie, est inhérente au régime républicain. Il affirme que les républiques ne durent que par la centralisation, seules les monarchies étant assez fortes pour décentraliser.
Charles Maurras valorise la vie locale comme la condition du civisme. C'est par la décentralisation et par la défense des traditions locales que doit s'effectuer le passage d'un nationalisme jacobin, égalitariste et étatiste, à un nationalisme décentralisé appuyé sur les diversités de la nation française. Pour Maurras, il ne s'agit pas de faire revivre les provinces de l'Ancien Régime, car leur découpage a varié d'un siècle à l'autre par l'effet des traités, des donations, des mariages, des coutumes du droit féodal, mais de réfléchir au projet de création de régions épousant les désirs de la nature, ses vœux, ses tendances. Maurras prône la décentralisation monarchique comme solution aux problèmes posés par la centralisation républicaine. Selon lui, la décentralisation garantit les libertés et renforce la cohésion sociale. Elle devrait donner plus de pouvoir aux provinces et aux communes.
"Les communes et les régions « obtiendr[aient] progressivement l’autonomie, en tout ce qui touche leurs affaires particulières, sans engager l’intérêt national ; de grands conseils provinciaux, sous le contrôle, supérieur mais éloigné, de l’État, concourr[aient]
au réveil et à la renaissance du corps entier de la patrie que la politique jacobine a diminué ».
Les provinces, dotées d'une autonomie administrative et fiscale, seraient chargées de gérer directement les affaires locales telles que l'éducation, les infrastructures et les services sociaux. En matière de fiscalité, chaque province collecterait et gérerait une partie des impôts, garantissant ainsi que les ressources locales. Les provinces auraient également pour mission de promouvoir le développement économique local, de préserver les traditions culturelles, ce qui permettrait une gestion plus adaptée aux spécificités de chaque territoire. Maurras voit dans cette décentralisation un moyen de revitaliser les communautés locales et de redonner du pouvoir aux citoyens,. Cette forte décentralisation doit également permettre de limiter le pouvoir du roi. Les institutions elles-mêmes l'empêchent de se mêler des affaires courantes.

### Autorité
Dans l'avant-propos de son ouvrage Mes idées politiques, Charles Maurras indique que l'ordre social et les inégalités ne sont ni justes ni injustes selon lui. Elles résultent de l'histoire, du hasard ou de données de fait indépendantes de la volonté des individus. Il n'y a pas de sens à parler d'un ordre social juste ou injuste car la place que chacun occupe au sein de la société ne résulte pas d'une volonté extérieure ou consciente. Maurras considère que nombreuses erreurs politiques procèdent en effet d'une extension abusive du concept de justice.
« L'erreur est de parler justice qui est vertu ou discipline des volontés, à propos de ces arrangements qui sont supérieurs (ou inférieurs) à toute convention volontaire des hommes. Quand le portefaix de la chanson marseillaise se plaint de n'être pas sorti des braies d'un négociant ou d'un baron, sur qui va peser son reproche ? À qui peut aller son grief ? Dieu est trop haut, et la Nature indifférente. »
L'Etat ne doit donc pas chercher à abolir les inégalités au sein de la société : « Les iniquités à poursuivre, à châtier, à réprimer, sont fabriquées par la main de l'homme, et c'est sur elles que s'exerce le rôle normal d'un État politique dans une société qu'il veut juste. Et, bien qu'il ait, certes, lui, État, à observer les devoirs de la justice dans l'exercice de chacune de ses fonctions, ce n'est point par justice, mais en raison d'autres obligations qu'il doit viser, dans la faible mesure de ses pouvoirs, à modérer et à régler le jeu des forces individuelles ou collectives qui lui sont confiées. »
Dans l'avant-propos de son ouvrage Mes idées politiques, Maurras avance qu'il existe des inégalités au sein de la société au sens où les individus et les groupes sociaux ont des fonctions différentes. Les richesses, les dons, les capacités sont distribuées de manière différente au sein de la société. Cela signifie que les membres d'une société doivent assumer des responsabilités spécifiques en fonction de leur capacité. La société selon Maurras repose donc sur des échanges, soutiens, fidélités et hiérarchies acceptées.

### Révolution française
Maurras considère que la république née de la Révolution française contribue à fragmenter la société. « Le gouvernement du nombre tend à la désorganisation du pays. Il détruit par nécessité tout ce qui le tempère, tout ce qui diffère de soi : religion, famille, tradition, classes, organisation de tout genre. Toute démocratie isole et étiole l'individu, développe l’État au-delà de la sphère qui est propre à l’État. Mais dans la Sphère où l’État devrait être roi, elle lui enlève le ressort, l'énergie, même l’existence. […] Nous n'avons plus d’État, nous n'avons que des administrations ».
L'origine de la Révolution se trouve selon lui dans les Lumières et à la Réforme. Ainsi quand il définit la notion de Civilisation et son principe dans ses Œuvres capitales, il affirme que la Réforme a eu pour effet le recul de la Civilisation. Il ajoutait que « la Révolution n'était que l'œuvre de la Réforme ». L'« esprit protestant » symbolise en effet selon lui l'individualisme exacerbé, destructeur du lien social.
Maurras pensait ainsi que la Réforme, les Lumières, et la Révolution française ont eu pour effet l'invasion de la philosophie individualiste.

### Culture gréco-romaine
Maurras considérait la culture gréco-romaine comme un modèle de stabilité et d'ordre. Pour lui, les institutions politiques de la Rome antique étaient exemplaires en termes de la cohésion sociale. Il admire également la rationalité de la pensée grecque, qu'il voyait comme une contribution à une société bien organisée et rationnelle. Cette admiration de la culture antique contrastait fortement avec sa critique de la modernité démocratique, qu'il percevait comme instable et désordonnée.
"Charles Maurras, reconnaît lui-même qu’il a visité l’Acropole en état de transe dionysiaque, fiévreux, comme possédé par les merveilles qui l’entouraient. Transporté d’un enthousiasme bien romantique pour quelqu’un qui déteste le romantisme, il embrasse une colonne de marbre qu’il assimile explicitement au corps d’une femme aimée : « Ce qui n’admet ni foi, ni doute, étant certain, c’est l’état de folie lyrique où je roulai avec une complaisance infinie, sans cesser de tenir la belle substance embrassée."
En tant qu défenseur du classicisme, Maurras estimait que les valeurs et les formes esthétiques de la Grèce et de Rome représentaient un sommet de civilisation. La littérature, la philosophie et l'art gréco-romains étaient, selon lui, des références à suivre.
Cet éloge de la culture gréco-romaine est en lien avec l'amour de Maurras pour sa provence natale: "Par l'intermédiaire de la Provence, terre natale du chef de file de l'Action française, le génie français a été à son tour fécondé par l'héritage grec. Par ce détour, le natif de Martigues célèbre à l'unisson et la culture française et la civilisation provençale que le Félibrige est en train de réhabiliter."
Cet attrait pour la culture classique a pour conséquence que Maurras rejette le romantisme devient politique. Pour Maurras, le romantisme a pour cause l'influence de la culture germanique. Il y voit aussi un culte de l'individualité, du sentiment et donc la cause du "chaos" social. Préférant une politique fondée sur l'ordre, les traditions et la raison, Maurras le romantisme dans lequel il voit un phénomène politique. Le romantisme provient entre autres de à Rousseau, un des préfigurateurs de la révolution française. Cela permet donc à Maurras de faire du romantisme la cause de la Révolution française. Quant à Chateaubriand, Maurras voit en lui promoteur de l’anarchie révolutionnaire à la suite de Rousseau.

### Catholicisme
Sa conception du bien commun et de la raison d'État doit aussi à une certaine lecture de saint Thomas d'Aquin et de l'encyclique Diuturnum illud.
D'où la position centrale du nationalisme intégral dans ses idées politiques. Celles-ci sont les bases de son soutien tant au royalisme français qu'à l'Église catholique et au Vatican. Cependant, il n'avait aucune loyauté personnelle envers la maison d'Orléans, et était un agnostique convaincu jusqu'à son retour au catholicisme à la fin de sa vie,.
Lors de ses premières années à Paris, désireux de préciser sa position sur le plan religieux, il noue un dialogue avec des théologiens, des philosophes, des prêtres, des séminaristes qui cherchent à le convertir mais n'y parviennent pas. Dans la dernière décennie du XIXe siècle, la déception qui en découle conjugué à une hostilité croissante à l'esprit et l'influence hébraïques le conduisent à publier des textes empreints d'hostilité au christianisme au sein duquel il prétend distinguer ce qui relève de l'esprit juif et ce qui relève de l'esprit gréco-latin. Il ne croit pas aux dogmes de l'Église, ni aux Évangiles, écrits, selon son expression, « par quatre obscurs juifs ». Cependant, il persiste à admirer et aimer l'Église catholique pour être parvenue à concilier bien des « dangereux apprentissages » de la Bible dont il soupçonnait qu'ils avaient conduit à l'émergence des erreurs révolutionnaires en France et en Europe. L'interprétation de Maurras à propos de la Bible fut alors critiquée fermement par bien des membres du clergé. Dans Le Chemin de Paradis, il guerroie contre la version la plus révolutionnaire du christianisme.
Le christianisme social se retrouve davantage dans l'Action française que dans le Sillon : s'il y a de nombreux chrétiens sociaux dans les rangs de l'Action française, c'est précisément car les chrétiens sociaux ont toujours préconisé « l'organisation d'institutions permanentes, capables de secourir la faiblesse des hommes » ; or, pour Maurras, Marc Sangnier croyait qu'il fallait d'abord donner à l'individu une âme de saint avant de vouloir modifier les institutions.
Le fondateur du Sillon s'expliqua sur sa conception de la démocratie, régime qui doit « porter au maximum la conscience et la responsabilité de chacun ». Il se défendait d'avoir voulu se fonder sur une unanimité de saints, une minorité lui suffisait : « Les forces sociales sont en général orientées vers des intérêts particuliers, dès lors, nécessairement contradictoires et tendant à se neutraliser […] Il suffit donc que quelques forces affranchies du déterminisme brutal de l'intérêt particulier soient orientées vers l'intérêt général pour que la résultante de ces forces, bien que numériquement inférieure à la somme de toutes les autres forces, soit pourtant supérieure à leur résultat mécanique. » Et quel sera le centre d'attraction ? « Le Christ est pour nous cette force, la seule que nous sachions victorieusement capable d'identifier l'intérêt général et l'intérêt particulier. » Et d'expliquer : « plus il y aura de citoyens conscients et responsables, mieux sera réalisé l'idéal démocratique. »
Rêver, en oubliant le péché originel, d'un État dont le fondement serait la vertu est irréaliste. Si la vertu est nécessaire et si la chrétienté a suscité de grands élans d'héroïsme et de sainteté, ce fut dans le respect de la « vénérable sagesse de l'Église », laquelle, sachant que la seule prédication du bien ne saurait suffire à transformer une société, a toujours voulu multiplier, pour encadrer l'individu, les habitudes, les institutions, les communautés qui le portaient à surmonter ses penchants égoïstes ; pour Maurras, s'il faut des élites morales, il faut aussi des chefs capables, eux, par la place qu'ils occupent, de savoir exactement en quoi consiste l'intérêt général.

### Politique étrangère

#### "De Kiel à Tanger"

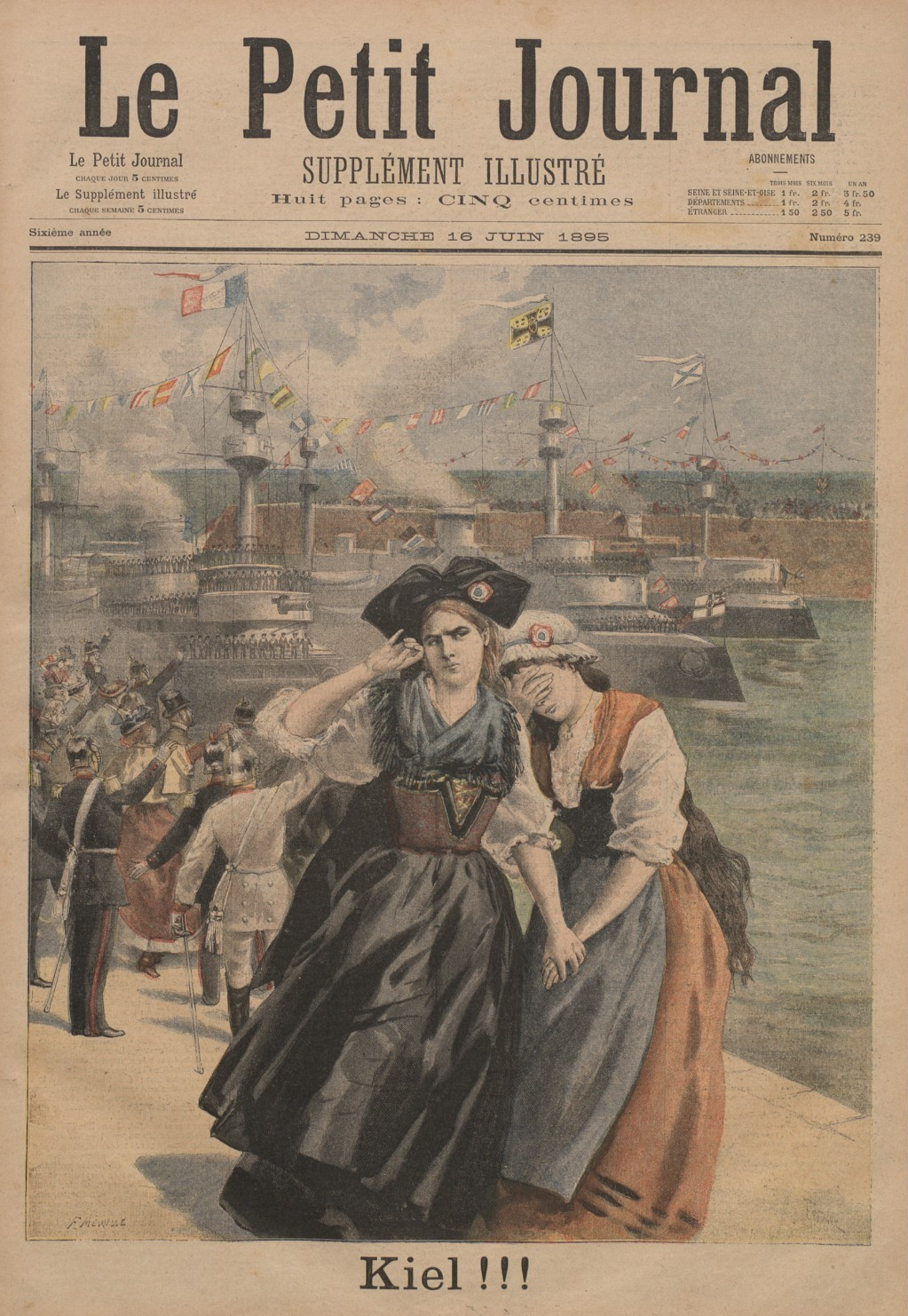
La marine militaire française en direction de Kiel dans Le Petit Journal du 16 juin 1895.

Le titre de l'ouvrage puise son origine dans deux événements : la revue navale de Kiel le 18 juin 1895 où la marine militaire française participe aux côtés de navires allemands et russes dans une démonstration antibritannique et la crise de Tanger du 31 mars 1905, déclenchée par l'empereur allemand Guillaume II s'opposant à la création d'un protectorat français sur le Maroc. Le gouvernement français de l'époque est déstabilisé et mis en porte-à-faux sur la scène diplomatique.
Kiel et Tanger est une critique de la politique étrangère française entre 1895 et 1905, période pendant laquelle, le ministère des Affaires étrangères explore deux voies : « l'alliance avec l'Allemagne contre une Angleterre qui contrariait les ambitions coloniales de Paris, puis l'alliance avec l'Angleterre contre une Allemagne à laquelle l'opinion française n'avait pas pardonné l'annexion de l'Alsace-Lorraine ».
Le nationalisme intégral de Maurras est nourri par l'esprit de revanche contre l'Allemagne jusqu'à établir « une doctrine antigermaniste systématique, propre à rallier une société militaire consentante idéologiquement ».
Cependant, il faut appréhender le nationalisme intégral de Maurras strictement comme un nationalisme défensif car « l’Action française n’était pas va-t-en-guerre pour autant, puisque la crainte qu’une guerre ne mène à la disparition de la France, si celle-ci était toujours gouvernée par une république, était le fondement de son existence ». Pour autant, la revanche demeure un mythe avant 1914 du fait que « les armées françaises ne se sont jamais préparées explicitement à une revanche militaire contre l’Allemagne ». En face, l’Empire allemand déployait « des moyens secrets permanents, tant policiers que militaires, contre la France avant 1914 ».
Face à l'accentuation des tensions franco-germaniques, aux coupures dans les budgets militaires depuis 1890 et à l'impréparation de la France, Maurras prédit 500 000 morts lors du prochain conflit : « Au bas mot, en termes concrets, la faiblesse du régime doit nous représenter 500 000 jeunes Français couchés froids et sanglants, sur leur terre mal défendue ». Le bilan humain de la Grande guerre est finalement plus lourd avec 1 400 000 pertes françaises.
Maurras conclut que « la République est par nature incapable de cohérence, parce que l'Etat y est livré en pâture à des factions trop occupées par « la petite guerre civile, c'est-à-dire le jeu électoral et parlementaire » ».

#### Allemagne

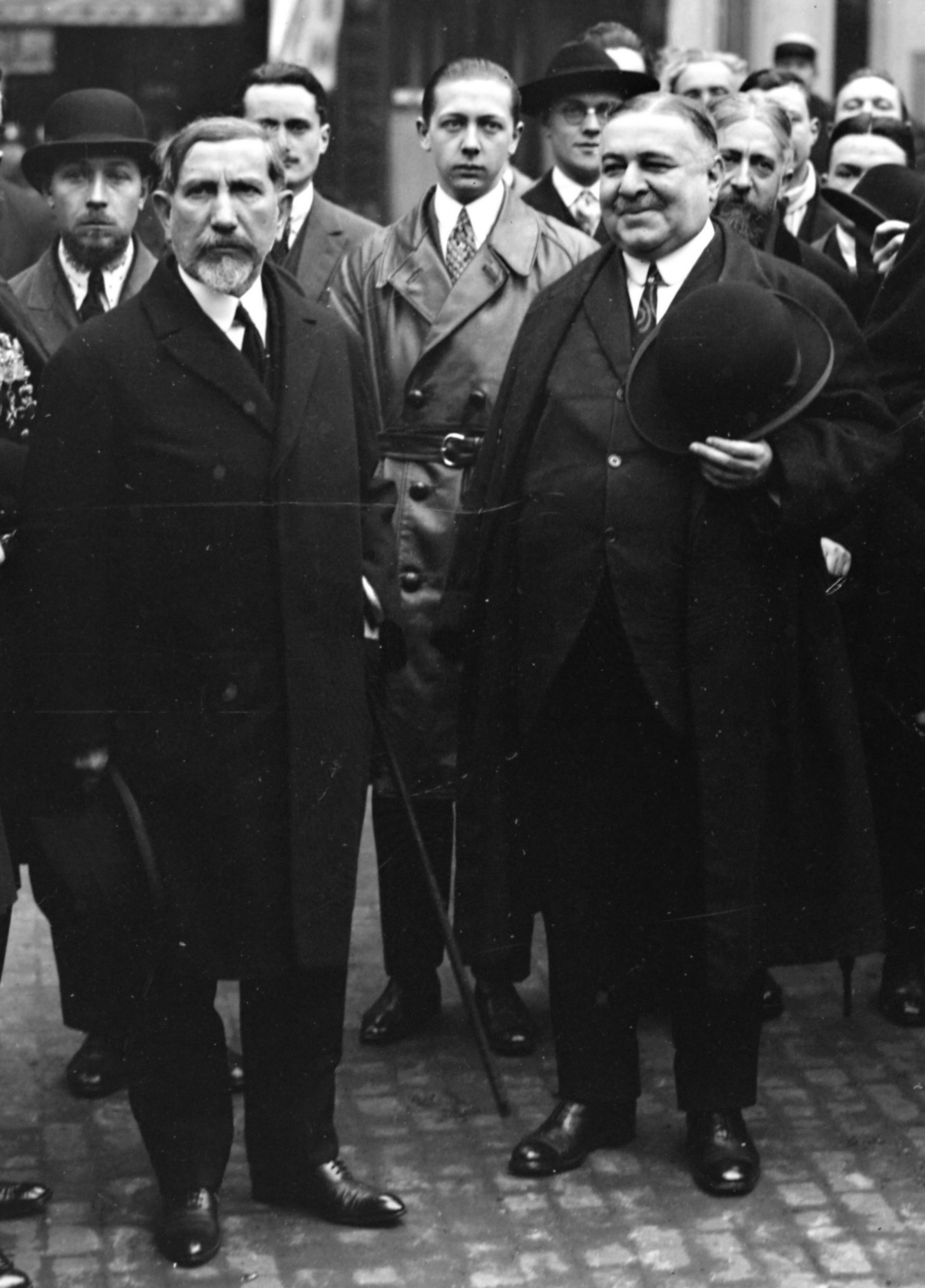
Maurras et Léon Daudet à la fête nationale de Jeanne d'Arc et du patriotisme, Paris, place Saint-Augustin, 9 mai 1926.

Le nationalisme de Charles Maurras est fondamentalement germanophobe. Maurras est très hostile à l'idée de l'origine franque de la noblesse française et à la tendance à écrire l'histoire de France selon la méthode allemande.
La théorie nationale de Maurras rejette le messianisme et l'ethnicisme que l'on retrouve chez les nationalistes allemands héritiers de Fichte.
Maurras déclare rejeter le racisme depuis le début de son activité politique : « Nous ne pouvions manquer, ici d’être particulièrement sensibles : le racisme est notre vieil ennemi intellectuel ; dès 1900, ses maîtres français et anglais, Gobineau, Vacher de Lapouge, Houston Chamberlain, avaient été fortement signalés par nous à la défiance des esprits sérieux et des nationalistes sincères ».
Maurras discerne dans le totalitarisme une usurpation de l’État sur la société : « Quand l’autorité de l’État est substituée à celle du foyer, à l’autorité domestique, quand elle usurpe les autorités qui président naturellement à la vie locale, quand elle envahit les régulateurs autonomes de la vie des métiers et des professions, quand l’État tue ou blesse, ou paralyse les fonctions provinciales indispensables à la vie et au bon ordre du pays, quand il se mêle des affaires de la conscience religieuse et qu’il empiète sur l’Église, alors ce débordement d’un État centralisé et centralisateur nous inspire une horreur véritable : nous ne concevons pas de pire ennemi ».

#### Colonisation
Maurras est hostile à l'expansion coloniale impulsée par les gouvernements républicains qui détourne de la Revanche contre l'Allemagne et disperse ses forces. De plus, il est hostile à la politique jacobine et républicaine d'assimilation qui vise à imposer la culture française à des peuples ayant leur propre culture. Il estimait que la France devait se concentrer sur la consolidation de sa puissance sur le territoire européen, plutôt que dans la quête de nouvelles possessions outre-mer. Maurras se décrira à Barrès, comme un « vieil adversaire de la politique coloniale ».
Pendant ses deux voyages en Algérie, en 1935 et 1938, Maurras est surtout proche des colons. Il voit aussi l'immigration espagnole l'expression de "l'union" des peuples latins qu'il défend. Maurras ne se déclare pour le droit de vote des « indigènes d’Algérie ». Pour lui, le retour de la monarchie représente la seule solution pour intégrer les Algériens à la France : « Il suffit de remettre la souveraineté où elle est, où il faut qu’elle soit, entre les mains de notre dynastie historique, pour qu’il devienne possible et facile de faire aux vaillants indigènes d’Algérie, qui se sont signalés par tant de services militaires sous les plis du drapeau français, une place digne d’eux dans notre cité : ils seront comme nous, sujets du roi de France, ils n’y usurperont aucune autorité. ».

#### Politique européenne
Dès le début de la dictature fasciste en Italie, l'Action française fait partie du courant qui « approuve non seulement les objectifs du fascisme, mais encore ses méthodes ». Le 13 octobre 1935, hostile aux sanctions de la SDN contre l'Italie qui vient d'attaquer l'Éthiopie, Maurras appelle à « couper le cou » à « ceux qui poussent à la guerre ». Selon François Huguenin, comprendre la position de Maurras face au fascisme nécessite de prendre en compte trois ordres de préoccupation autonomes parfois confondus : celui de la politique extérieure, celui de l'idéologie, celui de la réussite révolutionnaire.
Sur le plan de la politique extérieure, Maurras ne cessera de prôner face au péril allemand une union latine englobant la France, l'Italie, l'Espagne et le Portugal. En 1935, Maurras s'opposera aux sanctions contre le régime fasciste pour empêcher de pousser Mussolini à s'allier avec Hitler, alors que Mussolini souhaitait initialement contrer l'expansion du national-socialisme en liaison avec les alliés de l'Italie pendant la Première Guerre mondiale comme la France. L'idéologie ne dicte par cette volonté d'alliance orientée contre l'Allemagne qui explique la discrétion des critiques de Maurras contre le fascisme italien, critiques pourtant contenues dans l'anti-étatisme de Maurras.
Sur le plan idéologique, Maurras critique une trop grande admiration de Mussolini. Mais sa position évolue. Au début du fascisme, avant la théorisation par le fascisme du totalitarisme, Maurras souligne la parenté entre certaines de ses idées et celles du mouvement de Mussolini ; mais dès 1928, il écrit : « C'est la naïveté courante. Ceux qui la formulent et la propagent innocemment ne se rendent pas compte qu'une action d'ordre et de progrès comme celle du fascisme italien suppose une base solide et stable, que la Monarchie fournit et qu'un certain degré d'aristocratie, ou, si l'on veut, d'antidémocratie doit encore la soutenir. » Comme Massis, Maurras s'inquiètera des lois scolaires du fascisme. Quand, en 1932, Mussolini déclare qu'« en dehors de l'État, rien de ce qui est humain ou spirituel n'a une valeur quelconque », Maurras dénonce une conception aux antipodes de sa pensée.

### Discours social
En dépit de l'appui mesuré et prudent qu'il donna au Cercle Proudhon, cercle d'intellectuels lancé par de jeunes monarchistes hostiles au capitalisme libéral et appelant à l’union avec le courant syndicaliste révolutionnaire inspiré par Georges Sorel Charles Maurras défendit une politique sociale plus proche de celle de René de La Tour du Pin. Maurras ne fait pas comme Georges Sorel et Édouard Berth le procès systématique de la bourgeoisie où il voit un appui possible.
À l'opposé d'une politique de masse, il aspire à l'épanouissement de corps intermédiaires librement organisés et non étatiques, l'égoïsme de chacun tournant au bénéfice de tous. Les thèmes sociaux que traite Charles Maurras sont en concordance avec le catholicisme social et avec le magistère de l’Église tout en relevant également d'une stratégie politique pour arracher à la gauche son emprise sur la classe ouvrière.
Comme l'Action française, le Cercle Proudhon est décentralisateur et fédéraliste, et insiste sur le rôle de la raison et de l'empirisme ; il se trouve loin de l'irrationalisme, du jeunisme du populisme, de l'intégration des masses dans la vie nationale qui caractériseront par exemple les ambitions du fascisme italien, gonflé par les conséquences sociales de la guerre. Charles Maurras veilla cependant à ce que le Cercle Proudhon ne fût pas intégré à l'Action française : il rejetait en effet le juridisme contractualiste de Proudhon, qui représente pour lui un point de départ plutôt qu'une conclusion : « Je ne dirai jamais : lisez Proudhon à qui a débuté par la doctrine réaliste et traditionnelle, mais je n'hésiterai pas à donner ce conseil à quiconque ayant connu les nuées de l'économie libérale ou collectiviste, ayant posé en termes juridiques ou métaphysiques le problème de la structure sociale, a besoin de retrouver les choses vivantes sous les signes sophistiqués ou sophistiqueurs ! Il y a dans Proudhon un fort goût des réalités qui peut éclairer bien des hommes ».

### Antisémitisme

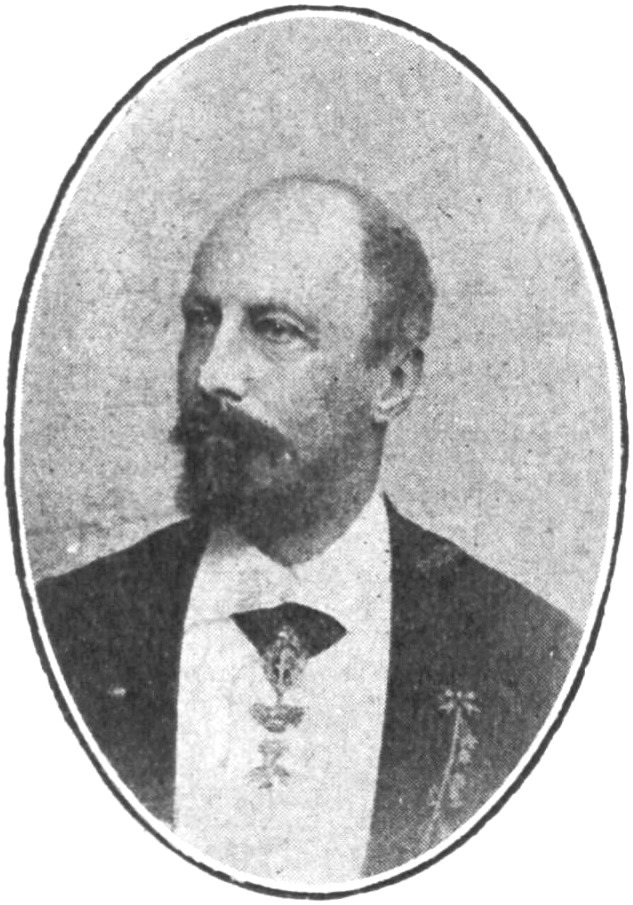
René de La Tour du Pin.

Charles Maurras forge sa doctrine antisémite en s'inspirant notamment des écrits de son « maître à penser » René de La Tour du Pin, l'un des chefs de la droite catholique.
Dans son « programme social » de 1889, La Tour du Pin envisage de « dénationaliser » les juifs français. Il précise sa pensée en 1898, durant l'affaire Dreyfus : les juifs seraient mis sur le « même pied que les indigènes de nos colonies » ; leur nouveau statut de « sujets français », inférieur à celui des citoyens de « souche française », leur garantirait la protection des autorités tout en leur interdisant l'accès aux fonctions publiques. À son tour, Maurras va prôner pour les Juifs un statut personnel les excluant des fonctions publiques.
Entre 1904 et 1906, Charles Maurras élabore sa théorie des « quatre États confédérés » soi-disant constitutifs de « l'anti-France. »
Maurras cible ainsi les juifs, la franc-maçonnerie et les protestants, conformément à la théorie du complot judéo-maçonnique dont « il va élargir encore le champ » en y ajoutant les « métèques », explique Pierre-André Taguieff. Maurras accuse ces quatre « États confédérés » de défendre leur intérêt et non celui de la nation, tout en soumettant l'État à leur influence :

« Contre l'hérédité de sang juif, il faut l'hérédité de naissance française, et ramassée, concentrée, signifiée dans une race, la plus vieille, la plus glorieuse et la plus active possible. […] Décentralisée contre le métèque, antiparlementaire contre le maçon, traditionnelle contre les influences protestantes, héréditaire enfin contre la race juive, la monarchie se définit, on le voit bien, par les besoins du pays. Nous nous sommes formés en carré parce qu’on attaquait la patrie de quatre côtés. »

Lors de la création de la Ligue d'Action française au printemps 1905, « la lutte antijuive est au cœur du combat contre la République. Jusque-là, l'AF était une association d'intellectuels qui se réunissaient au café de Flore et lançaient leurs mots d'ordre dans une revue. Dorénavant, le mouvement dispose de troupes préparées à l'agitation et au coup de poing. La doctrine et la stratégie sont fixées. Ces combats prendront pour cible privilégiée les Juifs », souligne Laurent Joly. Ainsi, chaque ligueur de l'Action française doit prêter un serment qui affirme notamment : « Seule, la Monarchie assure le salut public et, répondant de l’ordre, prévient les maux publics que l’antisémitisme et le nationalisme dénoncent. »
En 1907, l'Action française tente en particulier de racheter La Libre Parole, journal de Drumont, car le mouvement royaliste « ambitionne de se poser en successeur légitime du père de La France juive. » En 1911, Maurras qualifie Drumont de « maître génial » et de « grand Français » qui a posé « la difficile question » de « l'antisémitisme d'État. » Maurras ajoute : « Le Juif d’Algérie, le Juif d’Alsace, le Juif de Roumanie sont des microbes sociaux. Le Juif de France est microbe d'État : ce n’est pas le crasseux individu à houppelande prêtant à la petite semaine, portant ses exactions sur les pauvres gens du village ; le Juif d’ici opère en grand et en secret. » Selon Jean Touchard et Louis Bodin, l'antisémitisme de Charles Maurras, de L'Action française en général, et de quelques autres auteurs d'extrême droite atteint « en 1936 un degré de violence qui fait paraître modérés les écrits d'Édouard Drumont ».
Maurras affirme que dans un régime fédéraliste, la France peut être une « fédération de peuples autonomes », mais il ne peut en être de même pour les Juifs qui n'auraient pas de sol à eux en France car ils en possèderaient de droit un hors de France, en Palestine. Maurras conçoit l'antisémitisme comme un instrument, un ressort insurrectionnel et contre-révolutionnaire,..
« C'était là reconnaître le caractère instrumental de l'antisémitisme dans la perspective de l'élaboration d'une identité française substantielle, émondée de ses ennemis de l’intérieur (Juifs, francs-maçons, protestants et « métèques ») », avance Taguieff.
Selon l'historien Laurent Joly, « Avant tout, on minore son antisémitisme. Celui-ci est au fondement de l’Action française, née en 1899, en pleine affaire Dreyfus. Maurras importe dans les milieux royalistes le nationalisme antisémite qui s’est cristallisé autour de Drumont. Il incarne à cet égard une ligne dure, prônant la dénaturalisation de tous les juifs français et le renvoi des étrangers. Or que nous dit-on ? Que tout le monde était antisémite à l’époque… Mais c’est faux ! L’antisémitisme de Maurras était perçu comme transgressif, et d’une violence insupportable. Par deux fois, il a été condamné pour incitation au meurtre contre des hommes politiques juifs. Et il ne sera pas moins virulent sous l’Occupation, ce qui est impardonnable. ».
Laurent Joly avance également que « chez Charles Maurras, la haine du Juif occupe une place prépondérante tant dans son univers mental que dans la construction politique qu’il a élaborée. Et il est exagéré de mettre, comme on le fait souvent, son antisémitisme sur le même plan que ses sentiments à l’égard des protestants et des francs-maçons, et de ne le considérer que comme une conséquence de son idéologie antilibérale et monarchiste. Habituellement virulent contre ses adversaires politiques, Maurras peut modérer son point de vue vis-à-vis des protestants, comme les Monod par exemple. Il ne manifestera jamais la même clémence à l’égard d’un Juif. Ce dernier peut rendre des services à la nation, il ne sera jamais un vrai Français. » Laurent Joly s'appuie en particulier sur deux citations de Maurras. L'une à propos des protestants : « Nous n’attaquons pas les protestants ; nous nous défendons contre eux, ce qui n’est pas la même chose. Nous n’avons jamais demandé d’exclure les protestants de l’unité française, nous ne leur avons jamais promis le statut des Juifs. » L'autre à propos des francs-maçons et des protestants à la fois : « Nous en avons à leur gouvernement et à leur tyrannie, non à leur existence [contrairement aux Juifs] ».

Maurras priorise ainsi « la formule antijuive », selon l'expression utilisée par Maurice Barrès dans un « article-programme » publié dans Le Figaro en février 1890. Dans L'Action française du 28 mars 1911, le chef de l'Action française admet que :
« Tout paraît impossible, ou affreusement difficile, sans cette providence de l'antisémitisme. Par elle tout s'arrange, s'aplanit et se simplifie. »

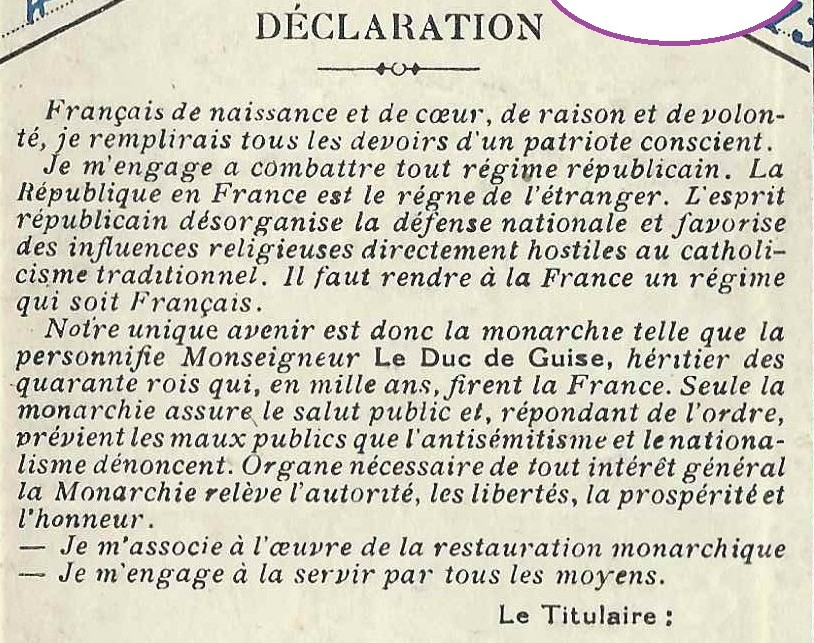
Déclaration signée en 1936 par les adhérents à la Ligue d'Action française. Ce serment revendique le nationalisme et l'antisémitisme.

Maurras n'écrit pas de livre spécifique sur la « question juive » mais dénonce régulièrement « l'influence juive » en recourant à la violence verbale allant jusqu'à la menace de mort explicite. Dans son quotidien L'Action française, Maurras publie ainsi une lettre ouverte à Abraham Schrameck, ministre de l'Intérieur, en 1925 (après l'assassinat de plusieurs dirigeants de l'Action française comme Marius Plateau) :

« De vous, rien n'est connu. Mais vous êtes le Juif. Vous êtes l'Étranger. Vous êtes le produit du régime et de ses mystères. Vous venez des bas-fonds de la police, des loges et, votre nom semble l'indiquer, des ghettos rhénans. Vous nous apparaissez comme directeur des services pénitentiaires vers 1908 ou 1909. Là, vous faites martyriser Maxime Real del Sarte et ses compagnons coupables d'avoir milité pour la fête de Jeanne d'Arc. Vos premiers actes connus établissent votre fidélité à la consigne ethnique donnée par votre congénère Alfred Dreyfus le jour de sa dégradation : Ma race se vengera sur la vôtre. Votre race, une race juive dégénérée (…) C'est sans haine comme sans crainte que je donnerai l'ordre de verser votre sang de chien s'il vous arrive d'abuser de la force publique pour ouvrir les écluses de sang français sous les balles et les poignards de vos chers bandits de Moscou. »

Le dirigeant de l'Action française veut dénier le caractère raciste de son « antisémitisme d'État », qu'il prend soin de distinguer d'un « antisémitisme de peau » qui relèverait soi-disant d'une « tradition de brutalité » inhérente aux Allemands. Son antigermanisme « renforc[e] sa volonté de se démarquer d'approches trop biologisantes ». Ainsi, lorsqu'il reprend dans son Dictionnaire politique et critique le texte de son article paru le 26 mai 1895 dans La Gazette de la France, il en supprime le passage « Et moi aussi je suis raciste. ».
Le discours antisémite de Maurras connaît aussi une certaine inflexion à l'occasion de la Première Guerre mondiale. Maurras déclare respecter l'Union sacrée en honorant les « héros juifs » tombés au champ d'honneur
Les historiens Léon Poliakov et Michel Dreyfus résument cette position ainsi : « pour L'Action française de Maurras un bon Juif est d'abord un Juif mort au combat. »
En 1941, il réaffirme la « spécificité » de son antisémitisme d'État : « On pose bien mal la question. Il ne s'agit pas de flétrir une race. Il s'agit de garder un peuple, le peuple français, du voisinage d'un peuple, qui, d'ensemble, vit en lui comme un corps distinct de lui […]. Le sang juif alors ? Non. Ce n'est pas quelque chose d'essentiellement physique. C'est l'état historique d'un membre du peuple juif, le fait d'avoir vécu et de vivre lié à cette communauté, tantôt grandie, tantôt abaissée, toujours vivace ».
Même si Maurras nie le caractère raciste de son antisémitisme, « le facteur central de l'histoire et de la géopolitique de l'Europe », Carole Reynaud-Paligot note que les « représentations essentialistes » imprègnent sa vision d'une « race française » (qu'il dote de « fondements biologiques »), de même que sa germanophobie.
L'historienne souligne ainsi que « Laurent Joly a pourtant montré que Maurras et ses compagnons de l'Action française adhèrent pleinement à une conception naturalisante de la judéité et qu'ils soutiennent que l'hérédité raciale, en assurant la transmission des caractères intellectuels et moraux, rend le Juif inassimilable. Cette déclaration de Maurras au début de l'Occupation en témoigne : « J'ai vu ce que devient un milieu juif, d'abord patriote et même nationaliste, quand la passion de ses intérêts proprement juifs y jaillit tout à coup : alors, à coup presque sûr, tout change, tout se transforme, et les habitudes de cœur et d'esprit acquises en une ou deux générations se trouvent bousculées par le réveil des facteurs naturels beaucoup plus profonds, ceux qui viennent de l'être juif ». »
La différence entre antisémitisme d'Etat antisémitisme biologique demeure théorique selon Ralph Schor : « dans la pratique, le maître à penser de l'Action française ne différait guère des autres antisémites. »

## Influence

### En France

#### Les intellectuels français
En 1908, année de la fondation du quotidien L'Action française, les jeunes intellectuels maurrassiens se regroupaient autour de la Revue critique des idées et des livres, qui fut jusqu'en 1914 la rivale de la NRF d'André Gide. La revue défendait l'idée d'un « classicisme moderne », s'ouvrait aux théories nouvelles (Henri Bergson, Georges Sorel…) et formait une nouvelle génération de critiques et d'historiens. Pendant l'entre-deux-guerres, l'expérience de la Revue critique se poursuivit dans un grand nombre de revues : Revue universelle, Latinité, Réaction pour l'ordre, La Revue du siècle.
Dans les milieux littéraires, le climat patriotique de la première guerre mondiale, le prestige de Maurras font que Marcel Proust, André Gide, Auguste Rodin, Guillaume Apollinaire lisent tous L'Action française. L'apogée littéraire se traduit par le portrait que publie Albert Thibaudet dans la série « Trente ans de vie française » à la NRF, où Les Idées de Charles Maurras précèdent La Vie de Maurice Barrès et Le bergsonisme.
Après la première guerre mondiale, il reçoit des lettres de Gabriel Marcel, Colette, Marguerite Yourcenar, Henry de Montherlant, Charles Ferdinand Ramuz, Paul Valéry ; le jeune Malraux a écrit une notice pour la réédition de Mademoiselle Monk et exprime son envie de rencontrer Maurras,.
Charles Maurras eut une forte influence parmi les étudiants et la jeunesse intellectuelle de l'entre-deux-guerres : quand Jean-Baptiste Biaggi, futur compagnon de Charles de Gaulle accueille Maurras au nom des étudiants en droit de Paris, il a autour de lui Pierre Messmer, Edgar Faure, Edmond Michelet et parmi les Camelots du Roi, on compte François Périer et Michel Déon. Maurras aime s'entourer de jeunes dont il pressent le talent et il prend pour secrétaires particuliers Pierre Gaxotte et Georges Dumézil.

#### Maurras et de Gaulle
Avant la Seconde Guerre mondiale, il semble que Charles de Gaulle, dont le père lisait L'Action française, se qualifiait de « monarchiste de regret » et discuta avec le comte de Paris de la possibilité d'une restauration de la royauté, ait été influencé par l'Action française et que cette dernière l'ait considéré avant la France libre avec sympathie.
En 1924, Charles de Gaulle dédicace La Discorde chez l'ennemi à Maurras en lui témoignant ses « respectueux hommages »,.
Christian Pineau indique « que le général avait reconnu devant lui qu’il avait été inscrit à l’Action française et qu’il s’était rallié à la République pour ne pas aller contre le sentiment des Français ».
Au printemps 1934, sous l'égide du Cercle Fustel de Coulanges, une vitrine de l’Action française, Charles de Gaulle prononce une série de conférences à la Sorbonne. Le 1er juin 1934, l'Action française consacre un article élogieux à Vers l’armée de métier qui défend le principe d’une armée professionnelle très compétente et mobile se superposant à l’armée conscrite ; Le Populaire et Léon Blum suspectent le danger d’un coup d’État. De Gaulle écrit à Hubert de Lagarde, chroniqueur militaire de L'Action française : « Monsieur Charles Maurras apporte son puissant concours à l'Armée de métier. Au vrai, il y a longtemps qu'il le fait par le corps de ses doctrines. Voulez-vous me dire s'il a lu mon livre que j'ai eu l'honneur de lui adresser au mois de mai ? ». Maurras avait découvert de Gaulle en lisant un article de La Revue hebdomadaire et s'était exclamé : « Quelle confirmation de nos idées les plus générales sur l'armée ! ».
En 1940, la nomination au grade de général de Charles de Gaulle provoque la jubilation de Charles Maurras dans L'Action française des 1er et 3 juin 1940. Maurras y qualifie de Gaulle de « pénétrant philosophe militaire » et affirme avoir voulu rester discret à son endroit pour ne pas le gêner : « Sa thèse nous paraissait suffisamment contraire à la bêtise démocratique pour ne pas ajouter à ces tares intrinsèques, la tare extrinsèque de notre appui. Mieux valait ne pas compromettre quelqu'un que, déjà, ses idées compromettaient toutes seules ». Mais quelques mois plus tard, Maurras l'appelle « le traître de Gaulle ».
Paul Reynaud, qui rencontre en captivité en Allemagne la sœur du général de Gaulle, Marie-Agnès Caillau, affirme que selon elle, le chef de la France libre serait resté maurrassien jusqu'aux accords de Munich : « [elle] nous raconte que Charles était monarchiste, qu'il défendait Maurras contre son frère Pierre jusqu'à en avoir les larmes aux yeux dans une discussion. Mais au moment de Munich, il a désapprouvé entièrement l'attitude de Maurras ».
Maurice Schumann prête par ailleurs à de Gaulle la formule apocryphe : « Maurras est devenu fou à force d'avoir raison. ». Selon Claude Mauriac, chef du secrétariat particulier du général de Gaulle à la Libération, ce dernier porte une grande attention au sort du théoricien du nationalisme intégral ; il intervient ainsi pour que Maurras ne passe pas devant la cour de justice de Lyon en septembre 1944, mais devant la Haute Cour, réputée plus indulgente. Le 13 mai 1958, Jean-Baptiste Biaggi fait remarquer à de Gaulle que d’autres et lui-même devaient leur nationalisme à Charles Maurras, ce dont le général convient, regrettant que Maurras l'ait critiqué : « Aussi bien, je n’ai jamais rien dit contre lui. Que ne m’a-t-il imité ! ».

### À l'étranger
On compte parmi ses lecteurs T. S. Eliot. Music within me, qui reprend en traduction les pièces principales de La Musique intérieure paraît en 1946, sous la houlette du comte G.W.V. Potcoki de Montalk, directeur et fondateur de la The Right Review,. La condamnation de 1926 a ainsi des effets jusqu'en Grande-Bretagne.
En Espagne, il existe un mouvement proche de l'Action française Cultura Española et sa revue Acción Española. L’influence de la pensée maurrasienne a été montrée chez les auteurs et les intellectuels comme Azorín, José María Salaverría (es), Eugenio d'Ors, Víctor Pradera, Antonio Goicoechea, ou Álvaro Alcalá-Galiano y Osma (es), et, de même, elle a également influencé des mouvements politiques tels que le maurisme.

### Postérité

#### Affaire Maurras de 2018
À l'occasion du cent-cinquantième anniversaire de la naissance de Charles Maurras, l'historien Olivier Dard rédige une notice de trois pages pour le livre des commémorations nationales 2018. À la suite de protestations d'associations antiracistes, la ministre de la Culture, Françoise Nyssen, retire la référence à l'écrivain dans le livre,.
Membres du Haut Comité des Commémorations nationales dont la mission « est de contribuer, au hasard des anniversaires, à une meilleure prise de conscience des épisodes du passé », les historiens Jean-Noël Jeanneney et Pascal Ory soulignent à cette occasion que « commémorer, ce n'est pas célébrer. C'est se souvenir ensemble d'un moment ou d'un destin ». En outre, ils rappellent qu'en 2011, le terme « célébrations » a été remplacé par « commémorations » dans l'intitulé du Haut Comité.
Le 21 mars 2018, dix membres sur douze du Haut comité des commémorations nationales démissionnent en adressant une lettre ouverte à Françoise Nyssen,.

## Œuvres

### Liste chronologique
- 1887 : premiers articles publiés
  - Le Nihilisme russe et la Philosophie allemande
  - Les Nouveaux Théoriciens de l'éducation et l'École de la paix sociale
  - Olivier de Serres et son Théâtre de l'agriculture
  - Le Travail en France
- 1889 : Théodore Aubanel. Description
- 1890 : Lire, écouter l'Antigone... de Sophocle.
- 1891 : Jean Moréas
- 1895 : Le Chemin de Paradis. Mythes et fabliaux [lire en ligne sur archive.org le texte de l'édition remaniée (1922)]Recueil comprenant notamment Harmonies : La Bonne Mort qui fut supprimé des éditions ultérieures.
- 1896 : Lettres des Jeux olympiquesLettres parues du 15 au 22 avril 1896 dans La Gazette de France et recueillies en 1901 dans Anthinéa.
- 1898 :
  - L'Idée de la décentralisation
  - Trois idées politiques : Chateaubriand, Michelet, Sainte-Beuve [lire en ligne sur archive.org]
- 1899 : Dictateur et RoiTexte rédigé en 1899, prévu pour être édité en 1903 et publié dans Enquête sur la monarchie, édition de 1924.
- 1900-1903 : Enquête sur la monarchie [lire en ligne sur archive.org] Réédité et augmenté en 1909 et 1924.
  - Premier livre. Chez nos exilés, 1900
  - Deuxième livre. Lettres et opinions, 1900
  - Troisième livre. Jules Lemaître et son ami, 1903
- 1901 : Anthinéa [lire en ligne sur archive.org]Texte réédité en 1932 sous le titre Anthinéa. D'Athènes à Florence. La première partie (le livre I) intitulée Le Voyage d'Athènes comprend, entre autres, Lettres des Jeux olympiques et Athènes antique et a été rééditée séparément en 1927. Le livre IV a été réédité séparément en 1929 sous le titre Promenades italiennes.
- 1901 : Ironie et PoésiePremière publication dans la Gazette de France en 1901. Parution en volume en 1923. Repris dans Barbarie et Poésie, 1925.
- 1902 : Invocation à MinervePublié sans nom d'auteur dans la revue Minerva. Repris en 1905 comme appendice dans L'Avenir de l'intelligence.
- 1902 : Les Amants de Venise. George Sand et Musset
- 1905 : L'Avenir de l'intelligence, suivi d'Auguste Comte, le Romantisme féminin et Mademoiselle Monk [lire en ligne sur archive.org]Textes parus en 1902 et 1903 dans la revue Minerva.
- 1906 : Le Dilemme de Marc Sangnier. Essai sur la démocratie religieuse.
- 1910 :
  - Kiel et Tanger, 1895-1905. La République française devant l'Europe
  - Idées royalistesRéédité en 1919 sous le titre Les Idées royalistes sur les partis, l"État, la Nation.
  - Si le coup de force est possible, coécrit avec Henri Dutrait-CrozonRecueil de textes de 1905 et 1908 repris dans Enquête sur la monarchie, édition de 1924.
- 1911 : Une campagne royaliste au "Figaro". Août 1901-janvier 1902Reprise intégrale dans Enquête sur la monarchie, 1924.
- 1911 : Pour PsychéPoèmes publiés en 1892 et repris dans La Musique intérieure, 1925.
- 1912 : La Politique religieuse
- 1913 :
  - Trois Études : Verlaine - Brunetière - BarrèsReprend des textes parus dans La Revue encyclopédique en 1895 (Paul Verlaine), 1899 (La Décadence de M. Ferdinand Brunetière) et en 1903 dans La Gazette de France (Maurice Barrès), avec une introduction de Henri Clouard : "Charles Maurras et la critique des lettres".
  - L'Action française et la Religion catholique
  - Notes sur Dante, anciennement publiées dans la préface de l'Enfer, traduit par Louise Espinasse-Mongenet et publié dès 1912.
- 1915 : L'Étang de Berre [lire en ligne sur archive.org]
- 1916 : Quand les Français ne s'aimaient pas [lire en ligne sur archive.org]
- 1916-1918 : Les Conditions de la victoire, 4 volumes [lire en ligne sur archive.org, vol. 1], vol. 2, vol. 3Recueils d'articles publiés dans L'Action française.
- 1917 : Le Pape, la Guerre et la Paix [lire en ligne sur archive.org]
- 1918 :
  - Les Chefs socialistes pendant la guerre
  - La Paix de sang, l'espérance est militaire
  - Athènes antiqueReprise de passages de Anthinéa (1901), de L'Invocation à Minerve (1902) et de Quand les Français ne s'aimaient pas (1916).
- 1919 : préface à Rome, Naples et Florence de StendhalPréface reprise dans Pages littéraires choisies (1922) et l'article Stenhal du tome V du Dictionnaire Politique et Critique, 1934.
- 1920 : Le Conseil de Dante, 1321-1921 [lire en ligne sur archive.org]Édition remaniée du texte des Notes sur Dante de 1913.
- 1920 : Les Trois Aspects du Président Wilson. La neutralité, l'intervention, l'armisticeRecueil d'articles de L'Action française.
- 1921 : Tombeaux
- 1921 : La Démocratie religieuse
- 1922 :
  - Pages littéraires choisies. Contes philosophiques, poémes, critique littéraire, voyages, philosophie générale
  - Inscriptions (poèmes)Poèmes repris dans La Musique intérieure, 1925.
  - Romantisme et Révolution Édition définitive de Trois Idées politiques (1898) et de L'Avenir de l'intelligence (1905), y compris Auguste Comte, Le Romantisme Féminin, Mademoiselle Monk et Invocation à Minerve.
- 1923 :
  - Le Mystère d'Ulysse
  - Les Nuits d'épreuves et la Mémoire de l'État. Chronique du bombardement de ParisRecueil d'articles publiés en 1918, repris dans Heures immortelles (1932).
  - Mademoiselle Monk
  - PoètesReprend les Trois Études sur Verlaine - Brunetière - Barrès avec des textes sur Mallarmé, Valéry, Du Plessis et Bernard,
  - L'Allée des philosophes
- 1924 : Enquête sur la Monarchie, suivie de Une campagne royaliste au "Figaro", et Si le coup de force est possibleÉdition définitive (première édition en 1909), avec Dictateur et Roi (1899) et une préface nouvelle [lire en ligne sur archive.org]
- 1924 : Premiers Pas sur l'AcropoleReprise du texte L'Acropole, extrait de Anthinéa (1901).
- 1924 : Anatole France. Politique et poète (A propos d'un jubilé)
- 1925 : La Musique intérieure
- 1925 : Barbarie et Poésie. Vers un art intellectuel
- 1926 :
  - La Bonne Mort, conte, ill. par Paul Devaux Tiré à 715 exemplaires, reprend un conte paru en 1894.
  - La Sagesse de Mistral (tiré à 530 exemplaires)
  - Lorsque Hugo eut les cent ans. IndicationsReprise de trois textes de 1901-1902.
- 1927 : L'Action française et le Vatican
- 1927 : Le Voyage d'Athènes
- 1928 :
  - La Politique du Vatican. Sous la terreur
  - Le Prince des nuées
  - Un débat sur le romantisme
  - L'Anglais qui a connu la FranceTexte de 1902 sur John Bodley (en) (1853-1925) qui fut repris en 1937 dans Devant l'Allemagne éternelle.
  - Corps glorieux ou Vertu de la perfection
- 1929 :
  - La Lettre à Schrameck
  - La République de MartiguesReprise de textes de Anthinéa (1901), de L'Action française et la Religion catholique (1913) et de L'Étang de Berre (1915).
  - Les Secrets du Soleil
  - Promenade italienneReprise de la quatrième partie d'Anthinéa.
  - Napoléon, avec la France ou contre la France ?
- 1930 :
  - De Démos à César
  - L'Anthropophage, conte moral
  - Corse et ProvenceReprise de plusieurs parties d'Anthinéa.
  - Quatre Nuits de Provence
- 1931 :
  - Méditation sur la politique de Jeanne d'Arc
  - Triptyque de Paul BourgetRecueil de trois textes parus en 1895, 1900 et 1923.
  - Le Quadrilatère. Galliéni 1916, Mangin 1925, Foch 1930, Joffre 1931
  - Au signe de Flore. Souvenirs de vie politique, l'affaire Dreyfus, la fondation de L'Action française (1898-1900).
  - Pour la Défense nationale, 3 volumesLe volume 2, recueil d'articles, est intitulé Décernez-moi le prix nobel de la paix.
  - Principes
- 1932 : Heures immortelles, 1914-1919
- 1932 : Prologue d'un essai sur la critiquePublié dans la Revue Encyclopédique Larousse en 1896, puis dans La Revue Universelle en 1927.
- 1933 : Paysages et Cités de ProvenceTexte repris en 1934 dans l'article Provence du Dictionnaire politique et critique et réédité en 1938 sous le titre La Montagne provencale.
- 1933 : L'Amitié de PlatonPréface du Banquet – Phédon. Traduction nouvelle de Léon Robin.
- 1932-1934 : Dictionnaire politique et critique, 5 volumes
- 1934 : Le Long du Rhône et de la mer
- 1935 : Louis XIV et la France. Essai sur la grandeur qui dure
- 1937 :
  - Quatre Poèmes d'Eurydice
  - Les Vergers sur la mer. Attique, Italie et Provence, recueil« Les vergers sur la mer font suite à la jeune Anthinéa, la complétent et la corrigent. » (Charles Maurras).
  - Jeanne d'Arc, Louis XIV, Napoléon
  - Devant l'Allemagne éternelle
  - Mes idées politiques
  - La Dentelle du Rempart. Choix de pages civiques en prose et en vers, 1886-1936
- 1938 : Jacques Bainville et Paul Bourget
- 1939 : Le Fauteuil de Henry Robert. Discours de réception de Charles Maurras à l'Académie française et réponse de Henry Bordeaux
- 1939 : Louis XIV ou l'Homme roi
- 1940 : Pages africaines
- 1941 :
  - Aux mânes d'un maître
  - Sans la muraille des cyprès
  - Mistral
  - Dante et Mistral
  - La Seule France. Chronique des jours d'épreuve
- 1942 : De la colère à la justice. Réflexions sur un désastre.
- 1943 : Vers l'Espagne de Franco
- 1944 :
  - Poésie et Véritérecueil de critiques littéraires.
  - Paysages mistraliens
  - Le Pain et le Vin
- 1945 : L'Allemagne et nous. Déclaration de Charles Maurras à la Cour de Justice du Rhône les 24 et 25 janvier 1945
- 1945 : Où suis-je ?, poème.
- 1946 : Au-devant de la nuit (sous le pseudonyme de Léon Rameau).
- 1948 :
  - Pour un réveil français Texte rédigé d'après une conférence faite en 1943.
  - Les Deux Justices ou Notre J'accuse Publié sous le nom « Les Amis de Charles Maurras ».
  - Antigone, Vierge-Mère de l'OrdreTexte en prose précédé d'un poème écrit à Riom en 1946.
  - L'Ordre et le Désordre. Les idées positives et la révolution
  - Réflexions sur la Révolution de 1789
  - Maurice Barrès
  - Le Parapluie de Marianne (sous le pseudonyme d'Octave Martin).
  - Une promotion de Judas (sous le pseudonyme de Pierre Garnier).
  - Réponse à André Gide
- 1949 :
  - Inscriptions sur nos ruines, recueil d'articles de 1941 à 1943.
  - Le Cintre de Riom, poèmes.
  - Mon jardin qui s'est souvenu
  - Pour un jeune Français. Mémorial en réponse à un questionnaireLe chapitre dix (sur douze), intitulé L'Avenir du nationalisme français, a été repris dans les Œuvres Capitales de 1954.
  - Au Grand Juge de France. Requête en révision d'un arrêt de Cour de Justice (en collaboration avec Maurice Pujo)
- 1950 : La Prière de la fin
- 1950 : Le Mont de Saturne. Conte moral, magique et policier
- 1951 :
  - Pour réveiller le Grand Juge (en collaboration avec Maurice Pujo)
  - Tragi-comédie de ma surdité Texte écrit fin 1944-janvier 1945, à la prison St-Paul, à Lyon.
  - Jarres de Biot. Lettre à mon ancien confrère Georges Duhamel
  - À mes vieux oliviers
- 1952 :
  - La Balance intérieure, poèmes
  - Le Beau Jeu des reviviscences. Un après-midi d'hiver à Clairvaux
  - Le Bienheureux Pie X, sauveur de la France
  - Le Guignon français ou le Rouge et le blanc
  - Le Procureur et l'Habitant. Deuxième lettre à M. le Procureur général près la Cour d'appel de Lyon par Charles Maurras
  - Lettre à Mr Vincent Auriol, Président de la République suivi de Touchés
  - Originaux de ma Provence. Types et paysages, Éditions Detaille, Marseille, 1952

#### Œuvres posthumes
- 1953 : Pascal puni (conte infernal), Flammarion (posthume)
- 1953 : Votre bel aujourd'hui. Dernière lettre à Monsieur Vincent Auriol, Président de la IVe République, Fayard (posthume).
- 1954 : Maîtres et Témoins de ma Vie d'Esprit. Barrès - Mistral - France - Verlaine - Moréas, Flammarion (posthume)Recueil de textes publiés en 1913 (Les époques de la poésie de Verlaine et Barrès poète), 1924 (Anatole France, politique et poète), 1939-1941 (textes de conférences données en 1932) et 1950 (Moréas).
- 1954 : Œuvres capitales (posthume). 4 volumes 16×23 - chez FlammarionÉtablie par l'auteur dans la dernière année de sa vie, l'édition des Œuvres capitales est constituée de :
  - I. Sous le signe de Minerve (Invocation ; Le Chemin de Paradis ; Anthinéa : d'Athènes à Florence ; Les Vergers sur la mer ; Quatre Nuits de Provence) ;
  - II. Essais politiques (Confession ; Romantisme et révolution ; Trois idées politiques ; L'Avenir de l'intelligence ; Principes ; Réalités ; Jeanne d'Arc, Louis XIV, Napoléon ; Dictateur et roi ; Vingt-cinq ans de monarchisme ; L'Avenir du nationalisme français) ;
  - III. Essais littéraires (Prologue d'un essai sur la critique ; Ironie et poésie ; Les Amants de Venise ; Bons et mauvais maîtres) ;
  - IV. Le Berceau et les Muses (Enfances ; L'Étang de Berre ; Suite provençale ; La Musique intérieure ; La Balance intérieure).
- 1963 : Soliloque du prisonnier (posthume).
- 1996 : Journal de Charles Maurras. Jeux Olympiques d'Athènes, Amis de la Maison du Chemin de Paradis, 1996, journal tenu par Charles Maurras pendant les J. O. de 1896
- 2003 : La Merveille du Monde, Bulletin Charles Maurras no 18, Anthinéa, 2003, texte de 1891

#### Éditions récentes
- 1978 : La Démocratie religieuse, Paris, Nouvelles éditions latines, 580 p.
- 2004 : Lettres des Jeux olympiques, anthologie, GF-Flammarion, prés. Axel Tisserand, 2004  (ISBN 978-2-08-071208-0).
- 2007 : L’Ordre et le Désordre, précédé de L'Avenir du nationalisme français, préface de François L'Yvonnet, coll. Carnets, L’Herne, Paris  (ISBN 978-2-85197-665-9).
- 2008 : La Démocratie religieuse, Nouvelles Éditions Latines, prés. Jean Madiran, 2008  (ISBN 978-2-7233-0031-5)contient aussi La Politique religieuse, Le Dilemme de Marc Sangnier et L'Action française et la Religion catholique.
- 2010 : Soliloque du prisonnier, préface de François L'Yvonnet, coll. Carnets, L’Herne, Paris.
- 2011 : La Bonne Mort, préface de Boris Cyrulnik et présentation de Nicole Maurras, coll. Carnets, L’Herne, Paris.Texte publié en 1895 dans Le Chemin de Paradis. Mythes et fabliaux.
- 2018 : L'Avenir de l'intelligence et autres textes (préf. Jean-Christophe Buisson, édition établie et présentée par Martin Motte), Robert Laffont, coll. « Bouquins », 1280 p.

### Sources primaires

#### Archives
Les papiers personnels de Charles Maurras sont conservés aux Archives nationales sous la cote 576 AP.
L'interrogatoire de Charles Maurras par le juge de Lyon le 12 décembre 1944 est disponible aux Archives départementales du Rhône, cote 394 W 150.

#### Correspondance
- 1958 : Lettres de prison (8 septembre 1944 - 16 novembre 1952) (posthume).
- 1960 : Lettres à H. Mazel (1895-1896, posthume).
- 1966 : Lettres passe-murailles, correspondance échangée avec Xavier Vallat (1950-1952) (posthume).
- 1970 : La République ou le Roi ? Correspondance inédite de Maurice Barrès et de Charles Maurras, 1888-1923, Plon, 1970.
- 2007 : Dieu et le Roi – Correspondance entre Charles Maurras et l'abbé Penon (1883-1928), présentée par Axel Tisserand, Privat, coll. « Histoire », Paris, novembre 2007, 750 p.  (ISBN 978-2-7089-6881-3).
- 2022 : Un chemin de conversion : Correspondance choisie entre Charles Maurras et deux carmélites de Lisieux (1936-1952) (préf. Jean Sévillia), Paris, Téqui, 2022, 472 p. (ISBN 9782740324820).